# 勇者王ガオガイガーFINAL
『勇者王ガオガイガーFINAL』（ゆうしゃおうガオガイガーファイナル、The King of Braves GaoGaiGar Final）は、2000年から2003年にかけて全8巻がリリースされた、サンライズ・ビクターエンタテインメント制作のオリジナル・ビデオアニメーション。テレビアニメ『勇者王ガオガイガー』の続編に当たる。
本項目では、2005年にテレビ東京で放送された再編集版『勇者王ガオガイガーFINAL GRAND GLORIOUS GATHERING』（ゆうしゃおうガオガイガーファイナル グランド グローリアス ギャザリング）や、続編に当たる小説『覇界王〜ガオガイガー対ベターマン〜』などについても、併せて詳述するものとする。

## 概要
前述の通り、1997年から1998年までテレビ朝日系列にて放送された『勇者王ガオガイガー』の、最終回から1年半後を描いた作品として制作されたもので、テレビシリーズ終了後の所謂「勇者王シリーズ」とも言うべき展開に含まれる。勇者シリーズにおける、テレビシリーズの続編としてのOVA完全新作は、1997年にリリースされた『勇者指令ダグオン 水晶の瞳の少年』に次いで2例目となる。
本作品は、テレビシリーズ内では解明されなかった伏線を始め、それまでメディアミックスとして展開されてきたCDドラマ、ゲーム、ノベライズ、コミカライズの設定を随所に含んでおり、さらに『ベターマン』など、米たにヨシトモが制作に携わり『ガオガイガー』とも世界観を共有する諸作品の設定も盛り込まれている。

### 制作
テレビシリーズの監督を務め、本作品にも総監督という形で引き続き関わった米たにが語るところによれば、テレビシリーズはCG黎明期に制作された作品であるがゆえに、予想以上の制作予算がかかって赤字を出す結果となったものの、一方でタカラから発売された玩具が再販の度に売れてくれたこと、同様にフィギュアやレーザーディスクの売上も好調であったことから、その赤字を取り返し本作品の制作に対するゴーサインが出たという。もっとも、本作品の制作は当初の想定であった1年の制作期間を超過し、2000年12月にリリースされた第4巻以降はリリースの頻度も大幅に低下、途中「勇者王ガオガイガーFINAL復活祭」なるイベントまで開催されたほどであった。結果として、本作品は完結までに3年あまりを要した上、テレビシリーズと同様に大赤字を出す格好となった。
制作が遅れた要因の一つとして、元々本作品はテレビシリーズの演出陣の一人であった山口祐司が監督を務め、当時『ベターマン』や『BRIGADOON まりんとメラン』を並行して手掛けていた米たには総監督という立場で「適当に」携わるという体制が取られていたが、その山口が体調を崩して早々に降板したため、米たにが再度監督としての立場に戻らざるを得なくなり、余力が全くなくなってしまったという事情もあった。また、OVAとして制作される本作品では、テレビシリーズのような制作スタッフのローテーションを組むことができず、バンク映像もそこまで使えないことから効率が悪く、それをOVAにまだ慣れていなかった当時のサンライズが理解していなかったのだろうと、後に米たには振り返っている。
ストーリーの面でも、本来含める予定であった後述の『覇界王』関連を始め、全8話という構成の中には収まりきらなかったエピソードもあり、最終回のみ尺を増やして何とか終わらせることができたという。米たにとしては、1回分の尺をより長くする予定でいたものの、これも前述した予算の問題もあって実現しなかった。米たには本作品について、「当初自分がやりたいと思っていたことの半分くらいしかできなかった」印象があると自己評価しており、また全部のクオリティを上げる余力がなく、どう逃げながら戦うかみたいな感じであったと、当時の制作状況について後に述懐している。

### GRAND GLORIOUS GATHERING
本作品の再編集版で、2005年4月11日から6月27日まで、テレビ東京で毎週火曜（月曜深夜）1:30 - 2:00（JST）に全12話が放送された。再編集に当たっては、『勇者王ガオガイガー』や『ベターマン』の映像が一部追加されている他、過激な描写にはボカシや塗りつぶしによる修正も施されており、地上波放送後もCS局のAT-Xでも放送された。
この再編集版は、他社のアニメの制作の遅れにより放送枠が空いたことに起因したものである。そうした事情を伝えられるとともに本作品を再編集して放送できるよう、サンライズの上層部から指示を受けたとはいえ、当時の米たにも『機動戦士ガンダムSEED DESTINY』に関わっていた最中で多忙を極めており、前述した他作品の映像の追加もまた、元が8話分しかない本作品を12話分に伸ばすためのやむを得ない措置であった旨を後に明らかにしている。

## ストーリー
西暦2007年。天海護とギャレオンが宇宙に旅立ってから1年後。GGGはエヴォリュダーに転生した獅子王凱の新たな機体・ガオファイガーを主軸とし、凱の従姉妹のルネ・カーディフ・獅子王が属する対犯罪組織シャッセールと協力しながら国際犯罪組織バイオネットとの戦いに奔走していた。
そんな中、護とギャレオンが帰還するが彼らは世界中のGGG施設を強襲し、地球上から相次いで発掘されていた謎の物質Qパーツと旧ガオーマシンを強奪。スターガオガイガーとなった護にガオファイガーで挑む凱は新旧勇者王対決を制し、地球に帰還した護とギャレオンはQパーツの本来の姿であるパスキューマシンで作り出されたレプリジンであることが判明。その背後にはパスキューマシンの真の持ち主にして、三重連太陽系の守護プログラム・ソール11遊星主の存在があった。
木星決戦で消息不明となっていた戒道幾巳からGGGは遊星主が三重連太陽系を復活させようとしている影響で太陽系は宇宙収縮現象で滅びに向かっていることを知らされる。
宇宙を救うべく、GGGはギャレオリア彗星を使って、三重連太陽系に向かうも遊星主の罠で堕落させられていき、凱は捕虜となってしまう。GGGはセミ・エヴォリュダーの力で回復した卯都木命を中心に反撃を開始し、本物の護とも合流。捕虜になっていたソルダートJと凱の救出にも成功。対遊星主の切り札であるジェネシックガオガイガーも復活を果たす。
激闘の末、GGGは遊星主に勝利。消滅していく空間に残されたGGGは残った力を振り絞り、護と戒道の2人を復活した三重連太陽系である現在の太陽系に送り返す。
1年後の2008年。GGGの帰還を祈る石碑の前に立つ護たちの姿があった。

## 関連用語
バイオネット
世界最大の規模を持つとされる国際犯罪組織。ゾンダーが滅びた後の、人類最大の脅威ともいうべき存在とされる。
第二次世界大戦末期に結成された秘密結社がその前身であるとされ、世界最高水準でありながらも、危険思想の持ち主であるがゆえに学会から追われた科学者たちが組織の中核メンバーとなっている。そのような背景もあってか、フェイクGSライドやメタルサイボーグ開発など、分野によってはGGGさえ凌ぐほどの科学技術を有しており、新たな技術や未知のテクノロジーの獲得に対しても極めて貪欲な姿勢を見せている。また、第三世界の一部国家首脳部とも内通し、彼らに自分たちの持つ技術力を提供するのと引き換えに潤沢な活動資金を得ているとも目されているが、その実態は今なお明らかにされていない。
作中では、GGGの関連機関が保有するGストーン並びにその周辺技術を標的として暗躍を続けており、本作品の物語開始時点までにも、GGGフランスの開発したビークルロボや新型ガオーマシンの強奪に及ぶなど、最新技術簒奪の格好の標的であると同時に、滅ぼさねばならぬ敵として幾度となくGGGを窮地に陥れた。
当初の総帥はプロフェッサー・モズマだったが、2005年11月にヴェロケニア共和国領海内の島にて発生した「ジュピターX事件」に際して、大河・火麻の活躍でモズマが死亡した後は、それまでNo.2であったドクター・タナトスがその座を引き継いだ。本作品の序盤にて発生した「Qパーツ強奪事件」の際に、幹部の一人であるギムレットが死亡した後もなお組織は存続しており、後述の『覇界王』においても「グローバルウォール計画」の推進を妨害するなど、なおもGGG（ガッツィー・グローバル・ガード）を脅かし続けていたが、2016年の晩秋にGGG機動部隊の活躍によって壊滅、GGGとの長きにわたる戦いにも終止符が打たれた。この頃、タナトスはアルジャーノンをすでに発症していたため組織の活動も支離滅裂と化しており、組織壊滅の際にタナトスはソムニウムによってアニムスの花の苗床となった。
シャッセール
フランス政府が極秘裏に設立した、対特殊犯罪組織。組織名であるシャッセールは「追跡者」を意味する。
本作品の主要な登場人物のうち、ルネは2004年にバイオネットから救出された後にこのシャッセールの一員となっており、また機界大戦後にオペレーターとしてGGGに参加したパピヨンも、元々はシャッセールに所属していたという経歴を持つ。この他、GGGからの技術供与によりフランスにて開発された光竜・闇竜姉妹などの勇者ロボも、やはりこの組織に属している。旧GGG同様に秘密組織で、所属メンバーは家族にも素性を秘密にしており、殉職時はシャッセールが用意した表向きの職場での事故死とされている。
パスキューマシン
ソール11遊星主の擁する「物質再生装置」の中枢回路。
このマシンをコアとし、ピサ・ソールがフュージョンすることによって形作られる物質再生装置は、恒星に匹敵するサイズを有し、宇宙全体に充満している暗黒物質を利用し、失われた物質を復元・再生する機能を備えている。さらにエネルギー源としても、GストーンやJジュエルを凌ぐだけの機能があり、こちらも暗黒物質を活動エネルギーに変換、複製したレプリジンへと供給することができる。一方で、この装置によって物質を大量に再生・増殖させた場合、一時的にではあるもののエネルギーが低下し、装置を構成するピサ・ソールの防御力が著しく低下するというデメリットも存在する。
また、この装置の使用は宇宙中の暗黒物質を、天文学的な数値で急激に消費し、光速レベルでの収縮現象を引き起こすことにも繋がり、やがては別の銀河系を滅亡させる可能性も孕んでいる。その影響は、地球においても全世界規模での異常気象などという形で現れており、既に2006年6月の時点でその兆候が確認されていた。この装置を止めるためには装置の中央部、マシンの置かれたコアルームを破壊するしかないものの、コアルームの周囲は100km立方メートルほどのコアキューブ、さらにその周りを数万kmにまで及ぶレプリションフィールド発生層と暗黒物質プラントがそれぞれ取り巻いており、通常の手段では装置から発せられるレプリションエネルギーによって、表層に近づくことすら困難である。
ギャレオンとともに旅立った護が、遊星主からマシンを奪い木星圏まで逃走に及んだ理由も、前述した宇宙収縮現象に伴う別銀河系滅亡の可能性にあり、逃走の過程で地球へと落下したマシンは4つに分解、世界各地の研究機関にて研究・分析が進められていた。GGGから「Qパーツ」と呼称されたマシンの欠片は、不完全ながらも前述した暗黒物質の空間エネルギーを、物理世界で利用可能な形に変換・抽出する働きを持ち、これを取り込んで生み出されたバイオネットのギムレット・アンプルーレに、GSライド搭載のメカノイドに匹敵するだけのパワーをもたらしている。これら4つのQパーツは、GGGとバイオネットとの間で繰り広げられた争奪戦を経て、遊星主の尖兵とされたレプリ護によってその全てが回収・再結合され、最終的に再び遊星主の側へと戻ることとなる。
レプリジン
物質再生装置の働きにより、複製・再生された物体の総称。その姿形は元の物体をほぼそのまま再現しているものの、オリジナルの物体と比べて色素が薄い傾向にあることが、特徴の一つとして挙げられる。
また、人間などの知性体から生み出されたレプリジンは、パピヨンの例からも明らかなように、有機体や超AIの別を問わず、その記憶や思考パターンまでもコピーされる。その一方で、三重連太陽系に偶発的に複製された地球（レプリ地球）では物質が不安定な状態にあり、わずかな植物や昆虫などの小動物、それに細菌を除けば、大型の生物が複製されることはなかった。その中で唯一の例外と言えるのがレプリジンのパピヨンで、彼女の場合はセンシング・マインドによって自我を保っていたこと、そしてソムニウムと同じ光学異性体であり、オリジナルのパピヨンが生前そうであったように、レプリジンの彼女もソムニウムと交信しやすい存在であったことがその要因として挙げられる。これらレプリジンは、前述した物質再生装置（ピサ・ソール）からのエネルギー供給に依拠する存在であることから、これが破壊された場合レプリジンも全て消滅する運命にある。
作中には前出のパピヨンの他、護がパスキューマシンに触れた際、偶発的に誕生した彼自身やギャレオンのレプリジンも登場。さらにそのレプリ護によるQパーツ奪還の過程で、やはり三重連太陽系に地球ごと偶発的に生成されたガオファイガーや勇者ロボ軍団のレプリジンも存在し、これらの個体も前述の通りオリジナルと同様の人格を備えていたが、パピヨン以外のレプリジンはいずれもパルパレーパによる調整を受け、遊星主たちの走狗としてGGGやJたちの前に立ち塞がる格好となった。
このうちレプリ護とギャレオンは、地球にてQパーツの奪還という目的を果たした後に、その過程で中国科学院航空星際部より強奪したガオーマシンを利用して「レプリガオガイガー」となるが、京都にて勇者ロボ軍団と激闘を繰り広げた末に、ガオファイガーとのヘルアンドヘブン合戦に敗れレプリガオガイガーは損壊。レプリ護も戒道の手によって消滅させられた。またレプリガオファイガーは、ケミカルボルトの支配下にあった凱の操縦のもと、三重連太陽系にてレプリ勇者ロボ軍団とともにキングジェイダーを強襲。ゴルディオンハンマーでジェイクォースを破壊するなど窮地に追い込んだものの、短時間の調整では勇者ロボ軍団の超AIを支配しきれるものではなく、自我を取り戻した彼らはレプリガオファイガーのゴルディオンハンマーから、キングジェイダーをかばって消滅してしまう。レプリガオファイガーも激戦の果てに中破し、キングジェイダーによって回収された残骸もまた、ピア・デケム・ピットからの波状攻撃にさらされ完全に破壊されるに至った。
ギャレオリア彗星
1997年、その存在が突如確認された新たな彗星で、ギャレオンの名前はこれに由来する。通常の彗星とは異なり、その軌道は不規則で、尾が太陽の重力に引かれている。その存在はすでにテレビシリーズの頃から触れられており、凱を乗せたスペースシャトル「スピリッツ号」の初フライトも、この彗星の観測を主な目的としていた。
一般には彗星と思われているギャレオリア彗星であるが、その実態は太陽系と表裏一体のアナザースペース、即ち三重連太陽系とを繋ぐ「次元ゲート」であり、特殊なESウインドウとも言える存在であった。ギャレオンは地球へ到達する際にこの彗星を抜けており、のみならずジェイアークやゾンダリアン、それに機界原種もこのゲートを利用していた。さらに『FINAL』では、ソール11遊星主が 暗黒物質の搾取に使用し、護の行動によって地球へと落下したパスキューマシンを回収する際にも、ピア・デケム・ピットがこの彗星を通ってきた一方、戒道からの情報で彗星の実態を知ったGGGも、三重連太陽系への遠征に際し次元ゲートを活用している。
Gクリスタル
「カインの遺産」の一つにして、Gストーンの原石でもある巨大な建造物。
三重連太陽系が機界昇華の危機にさらされた際、カインを始め生き残った者たちが後世のために残した「生命の力の結晶」であり、その内部もまた水晶のように、幾重にも重なった結晶構造となっている。また、このクリスタルそのものがシステムプログラムにして、エネルギープラントとしての役割も併せ持っており、そのエネルギー総量はGストーンのそれを遥かに凌駕し、Gストーンの発するエネルギーを増幅させるだけに留まらず、ジェネシックオーラを放出する特性によってソール11遊星主からの干渉を阻んでもいた。中枢に置かれている「Gストーンシステム」には緑の星の住人たちの思念が残され、正しき人の思念に反応してジェネシックマシンを呼び起こす機能（ジェネシックドライブ）を備えている。カインの妻もその思念体の一つとしてGクリスタルの中枢に残留していた一人であり、自身が息子のラティオ（護）や人類を深く慈しんでいたのと同様に、凱を深く愛し慈しむ命の精神に同調し、彼女をジェネシックドライブへと導いた。
ギャレオンやジェネシックマシンが作り出され、そして機界昇華への対抗策としてギャレオンが調整された場でもあるGクリスタルは、後に護がソール11遊星主と遭遇しその危険性を察知した際、ギャレオンの導きで真実を知った彼が遊星主との戦いのための本拠として活用し、同時にその内部にてGストーンシステムを活用し、ギャレオンの再調整を行っていた。遊星主の側もその危険性を認識しており、最終的にはジェネシックギャレオンが起動する際、Gクリスタル自体が放つジェネシックオーラが一時的に止まる隙を突いて破壊に成功。さらにジェネシックギャレオンの掌握をも狙うが、既にジェネシックギャレオンは復活を果たした凱との合流を果たしており、さらに宇宙空間に投げ出されながらも命がジェネシックドライブを発動させたことで、ジェネシックガオガイガーの誕生を呼び起こすに至った。
ラウドGストーン
ソール11遊星主が、自分たちのエネルギー源として用いている人工鉱石。
緑の星より提供されたGストーンを元に、赤の星にてJジュエルとともに改良・製造されたものであり、無限情報サーキットとしての性質もGストーンよりそのまま引き継いでいる。本来、この石は機界昇華によって滅んだ三重連太陽系を復活させ、それを守護するための力の源として残された遺物であった。
この石を身体に埋め込まれた遊星主たちは強大な戦闘能力を得るとともに、無限再生能力や巨大キューブなどとのフュージョンによるメカノイド化を可能としている。また、その力を発動する際には表面に、Gストーンのそれとは対照となる「G」の鏡像文字が浮かび上がるのが特徴の一つである。このことから、元となったGストーンやその原石たるGクリスタルとは、二律背反の立場にある存在ではないかとの推察もなされている。
元となったGストーンとの差異はこれ以外にも、使用者の勇気に干渉されることなくGストーンを上回る大出力を安定して供給可能、という点が挙げられる。他方で、これはGストーンの最大の長所でもある、勇気をエネルギーに変換した無限の出力を得られないというデメリットにも繋がっており、その他にもGクリスタル（並びにジェネシックガオガイガー）が放出する、ジェネシックオーラの影響下ではその力を失うという難点も抱えている。

### ソール11遊星主
本作品の最大の敵として、GGGの前に立ちはだかる存在。戒道（アルマ）からは「三重連太陽系の守護神」とも称される。
その名の通り計11体存在する彼らは、機界昇華によって滅亡した三重連太陽系を再生するための制御プログラムとして、赤の星の指導者たるアベルによって作り出されたもので、いずれもかつて三重連太陽系の惑星に生息していた生物・人型を複製した形態を取り、通常時はマントを羽織ってその姿を隠している。前述の通り、遊星主たちはその身に宿したラウドGストーンの力により、強大な戦闘能力の行使やメカノイド化を可能としており、さらに遊星主の一人であるピサ・ソールの持つ再生機能を利用することで、彼女が存在する限り何度でも再生し、無限に増殖することさえできる。
一方で、彼ら遊星主たちの存在意義が三重連太陽系の復元にある以上、その復元機能を司るピサ・ソールこそが彼らの本体であるといえ、他の遊星主たちが如何に高い戦闘能力を持とうとも、それはあくまで三重連太陽系の再生を阻む存在を排除するためであり、同時にピサ・ソールのサポートをしているに過ぎないとも言える。また、前述した特性の数々が、ピサ・ソールの再生機能に依拠している都合上、仮に彼女が失われた場合活動エネルギーを得られなくなり、同じく物質再生装置（ピサ・ソール）からのエネルギー供給によって存在を保っているレプリジンと同様に、彼ら遊星主も消滅を免れないことをも意味している。そしてその無限に再生可能という特性は、彼ら遊星主に生命を軽んじる思考に行き着かせることにも繋がっており、結果として彼らは三重連太陽系の再生という目的遂行のためならば手段を選ばず、また別宇宙の銀河や太陽系を危険にさらすことすら厭わない、極めて強硬な姿勢を示すようになったのである。そうした危険性は、赤の星と同盟的関係にあった緑の星のカインも認識しており、ギャレオンを始めとする「カインの遺産」もまた、遊星主が「暴走」した場合に一種の安全弁として用意されていたアンチプログラムであった。
作中ではレプリ護が消滅した直後、パスキューマシンを回収すべく凱たちの前に現れたのが初出であるが、それ以前から活動していた彼らは木星圏にて、マシンを奪取し逃走に及んでいた護を追撃し、これと遭遇したジェイアークとも交戦状態にあったことが、作中にて語られている。GGGが三重連太陽系への遠征に乗り出した後は、レプリ地球にパレッス粒子を散布することで、そこに到達した彼らを無力化。さらに孤立状態に陥った凱やルネも各個撃破・拉致せしめるものの、命やレプリジンのパピヨンがそれぞれパレッス粒子の影響下から脱したことが災いし、彼女たちの反撃によってルネやJの解放、ひいては凱の復活と「カインの遺産」への合流を許してしまい、GGGのスタッフもパピヨンが生成したワクチンで正気を取り戻したことにより、遊星主たちはレプリ地球を舞台に、復活したGGGと最強勇者ロボ軍団との全面対決へともつれ込むこととなった。
後年発表された続編小説『覇界王〜ガオガイガー対ベターマン〜』では、ソール11遊星主による三重連太陽系の再生が全宇宙のバランスを崩す格好となり、オレンジサイトの活性化により崩れたバランスを元に戻すため、凱たちの宇宙の終焉と新宇宙の誕生が始まる原因を生んでしまったことが語られている。

## スタッフ

### スタッフ（OVA）
- 企画：サンライズ
- 原作：矢立肇
- キャラクターデザイン：木村貴宏
- メカニックデザイン：大河原邦男、藤田一己
- スペシャルコンセプター：野崎透
- デザインワークス：鈴木竜也、鈴木卓也、中谷誠一、岡田有章
- 美術：佐藤勝、加藤朋則、加藤浩、島田雄司、岡部順
- 色彩設計：千葉賢二
- 撮影：関戸宏樹、木部さおり、津村治彦、桑原賢治
- 音響：千葉耕市[注釈 12]、藤野貞義[注釈 13]
- 音楽：田中公平
- プロデューサー：尾留川宏之、小林真一郎[注釈 14]、河内山隆[注釈 15]
- アシスタントプロデューサー：河内山隆[注釈 14]、松村圭一[注釈 16]
- 監修：高橋良輔[注釈 17]
- 監督：山口祐司[注釈 1]
- 助監督：原田奈奈[注釈 18]
- 総監督：米たにヨシトモ
- 制作：ビクターエンターテインメント、サンライズ

### スタッフ（GGG）
- 企画：サンライズ
- 原作：矢立肇
- キャラクターデザイン：木村貴宏
- メカニックデザイン：大河原邦男、藤田一己
- デザインワークス：中谷誠一、鈴木竜也、鈴木卓也、岡田有章
- スペシャルコンセプター：野崎透
- 監修：高橋良輔
- 美術：佐藤勝
- 美術補佐：岡部順
- 色彩設計：千葉賢二
- 撮影：桑原賢治
- 音響：千葉耕市、藤野貞義
- 音楽：田中公平
- プロデューサー：堀口滋、尾留川宏之
- 総監督・構成：米たにヨシトモ
- 制作：サンライズ、ビクターエンターテインメント
- 編集：内浦良典
- 編集スタジオ：サンライズ谷原スタジオ
- 音響監督：藤野貞義
- 効果：庄司雅弘
- 調整：成清量、武藤雅人
- 音響スタジオ：整音スタジオ
- 音響製作：クルーズ

## 主題歌
OP〈オープニングテーマ〉
「勇者王誕生!-神話（マイソロジー）ヴァージョン-」（OVA第1 - 6話）
作詞 - 米たにヨシトモ / 作曲 - 田中公平 / 編曲 - 根岸貴幸、田中公平 / 歌 - 遠藤正明
「勇者王誕生!-究極神話（マイソロジー）ヴァージョン-」（OVA第7話）
作詞 - 米たにヨシトモ / 作曲 - 田中公平 / 編曲 - 根岸貴幸、田中公平 / 歌 - 遠藤正明&GGG少女歌激部隊
「勇者王誕生!〜ピアノソロ・ヴァージョン〜」（OVA第8話）
演奏 - 島健
「勇者王誕生!-集大成神話（ギャザリングマイソロジー）ヴァージョン-」（1番：GGG第1 - 8話、2番：GGG第9 - 11話）
作詞 - 米たにヨシトモ / 作曲 - 田中公平 / 編曲 - 根岸貴幸、田中公平 / 歌 - 遠藤正明&スリージーズ2005

ED〈エンディングテーマ〉
「獅子の女王（リオン・レーヌ）」（OVA第1 - 6話、GGG第1 - 3、5 - 7、11話）
作詞 - 米たにヨシトモ、貴三優大 / 作曲 - 田中公平 / 編曲 - 宮崎慎二 / 歌 - 鈴木佐江子
「いつか星の海で」（GGG第4話）
作詞 - 前田耕一郎 / 作曲 - 田中公平 / 編曲 - 根岸貴幸 / 歌 - 下成佐登子
「ねがい星、かなえ星」（GGG第8話）
作詞 - 米たにヨシトモ / 作曲・編曲 - 岩崎文紀 / 歌 - 初野華（吉田古奈美）
「獅子の女王 -リオン・レーヌ-（French Version）」（GGG第9話）
作詞 - 米たにヨシトモ、貴三優大 / 仏語翻訳 - Jam Als / 作曲 - 田中公平 / 編曲 - 岸村正実 / 歌 - Lige
「獅子の女王（リオン・レーヌ）-ハイパーモード-」（OVA第7話、GGG第10話）
作詞 - 米たにヨシトモ、貴三優大 / 作曲 - 田中公平 / 編曲 - 宮崎慎二 / 歌 - MIQ
「いつか星の海で -Character Version-」（OVA第8話、GGG第12話）
作詞 - 前田耕一郎 / 作曲 - 田中公平 / 編曲 - 根岸貴幸
歌 - 獅子王凱（檜山修之）、卯都木命（半場友恵）、天海護（伊藤舞子）、戒道幾巳（紗ゆり）、初野華（吉田古奈美）、パピヨン・ノワール（川澄綾子）、ルネ・カーディフ・獅子王（かかずゆみ）

挿入歌
「勇者王誕生!-神話（マイソロジー）ヴァージョン-」（OVA第1話、GGG第1話）
「いつか星の海で･･･ -Character Version-」（GGG第2話）
「いつか星の海で」（OVA第3話）
「美しき光の翼」（OVA第5話、GGG第7話）
作詞 - 米たにヨシトモ / 作曲 - 田中公平 / 編曲 - 浜口史郎 / 歌 - 高井治
「最強勇者ロボ軍団」（OVA第7話、GGG第10話）
作詞 - 米たにヨシトモ / 作曲 - 田中公平 / 編曲 - 多田彰文 / 歌 - 宮内タカユキ
「最強勇者ロボ軍団 -Ladies-」（OVA第8話、GGG第11話）
作詞 - 米たにヨシトモ / 作曲 - 田中公平 / 編曲 - 多田彰文 / 歌 - MIQ
「J」（OVA第8話、GGG第11話）
作詞 - 米たにヨシトモ / 作曲 - 田中公平 / 編曲 - 多田彰文 / 歌 - ※-mai-
「レッツ・ファイナル・フュージョン!!」（OVA第8話、GGG第11話）
作詞 - 貴三優大 / 作曲 - 田中公平 / 編曲 - 多田彰文 / 歌 - 影山ヒロノブ&遠藤正明
「Power of Desire」（OVA8話）
作詞 - 遠藤正明 / 作曲 - 遠藤正明、松本音治 / 編曲 - 見良津健雄 / 歌 - 遠藤正明

## 各話リスト
勇者王ガオガイガーFINAL
| 話数           | サブタイトル              | 脚本           | 絵コンテ          | 演出              | 作画監督                            | 作画監督                              | 発売日          | アイキャッチ                                                                                                | 勝利の鍵                               |
| 話数           | サブタイトル              | 脚本           | 絵コンテ          | 演出              | キャラクター                        | メカニック                            | 発売日          | アイキャッチ                                                                                                | 勝利の鍵                               |
| -------------- | ------------------------- | -------------- | ----------------- | ----------------- | ----------------------------------- | ------------------------------------- | --------------- | --- | -------------------------------------- |
| FINAL.01       | 勇者王新生！              | 北嶋博明       | 山口祐司 日高政光 | 原田奈奈 山口祐司 | 木村貴宏                            | 吉田徹 鈴木竜也                       | 2000年 1月21日  | ファントムガオー ガオファー                                                                                 | Ｑパーツ                               |
| FINAL.02       | 破壊神！嵐の決戦！        | 竹田裕一郎     | 飯田馬之介        | 山口祐司          | 中谷誠一 木村貴宏                   | まさひろ山根                          | 3月23日         | ビークルモード光竜/闇竜 光竜/闇竜                                                                           | パピヨン・ノワール                     |
| FINAL.03       | GGG追放命令               | 北嶋博明       | 片山一良          | 矢口夏美          | ウエダヨウイチ 木村貴宏             | 中谷誠一                              | 7月26日         | ツクヨミ ガオファイガー                                                                                     | タイガーウッド                         |
| FINAL.04       | 勇者王！最期の刻（ひ）    | 竹田裕一郎     | ミズシマセイヂ    | 原田奈奈          | 木村貴宏（総作画監督） 永田正美     | 中谷誠一（レイアウト兼任）            | 12月6日         | タケハヤ ヒルメ                                                                                             | G-ストーン                             |
| FINAL.05       | 復活の白き方舟            | 北嶋博明       | 米たにヨシトモ    | 原田奈奈          | 木村貴宏                            | 中谷誠一                              | 2001年 10月24日 | パルパレーパ・プラス ピア・デケム・ピット                                                                   | 卯都木命                               |
| FINAL.06       | 我が名はG（ジェネシック） | 竹田裕一郎     | 高谷浩利          | 原田奈奈          | 木村貴宏                            | 大塚健 中谷誠一                       | 2002年 4月3日   | カーペンターズ ライナーガオーII/ドリルガオーII/ステルスガオーIII                                            | カインの遺産                           |
| FINAL.07       | 超勇者黙示録              | 北嶋博明       | 黒木冬            | 原田奈奈          | 木村貴宏（総キャラクター） 植田洋一 | 中谷誠一（総メカニック） まさひろ山根 | 9月21日         | ジェネシックギャレオン/スパイラルガオー/ストレイトガオー プロテクトガオー/ガジェットガオー/ブロウクンガオー | ルネ・カーディフ・獅子王               |
| FINAL of FINAL | 神話（マイソロジー）      | 米たにヨシトモ | 米たにヨシトモ    | 米たにヨシトモ    | 木村貴宏                            | 中谷誠一                              | 2003年 3月21日  | ジェネシックガイガー ジェネシックガオガイガー                                                               | 大河幸太郎とスワン・ホワイトのブローチ |

勇者王ガオガイガーFINAL GRAND GLORIOUS GATHERING
| 話数                    | サブタイトル               | 脚本                               | 絵コンテ                                                                            | 演出                                      | 作画監督                                              | 作画監督                                                     | 放送日         | アイキャッチ                                                                                                | 勝利の鍵                               |
| 話数                    | サブタイトル               | 脚本                               | 絵コンテ                                                                            | 演出                                      | キャラクター                                          | メカニック                                                   | 放送日         | アイキャッチ                                                                                                | 勝利の鍵                               |
| ----------------------- | -------------------------- | ---------------------------------- | ----------------------------------------------------------------------------------- | ----------------------------------------- | ----------------------------------------------------- | ------------------------------------------------------------ | -------------- | --- | -------------------------------------- |
| G・G・G・01             | 勇者王新生!!               | 北嶋博明 竹田裕一郎 米たにヨシトモ | 山口祐司 日高政光 飯田馬之介 片山一良 ミズシマセイヂ 米たにヨシトモ 高谷浩利 黒木冬 | 原田奈奈 山口祐司 矢口夏美 米たにヨシトモ | 木村貴宏（総キャラクター） 中谷誠一 植田洋一 永田正美 | 中谷誠一（総メカニック） 吉田徹 鈴木竜也 大塚健 まさひろ山根 | 2005年 4月11日 | ファントムガオー ガオファイガー                                                                             |                                        |
| G・G・G・02             | 奇蹟なる伝説               | 北嶋博明 竹田裕一郎 米たにヨシトモ | 山口祐司 日高政光 飯田馬之介 片山一良 ミズシマセイヂ 米たにヨシトモ 高谷浩利 黒木冬 | 原田奈奈 山口祐司 矢口夏美 米たにヨシトモ | 木村貴宏（総キャラクター） 中谷誠一 植田洋一 永田正美 | 中谷誠一（総メカニック） 吉田徹 鈴木竜也 大塚健 まさひろ山根 | 4月18日        | ビークルモード光竜/闇竜 光竜/闇竜                                                                           | 戒道幾巳                               |
| G・G・G・03             | 破壊神！嵐の決戦!!         | 北嶋博明 竹田裕一郎 米たにヨシトモ | 山口祐司 日高政光 飯田馬之介 片山一良 ミズシマセイヂ 米たにヨシトモ 高谷浩利 黒木冬 | 原田奈奈 山口祐司 矢口夏美 米たにヨシトモ | 木村貴宏（総キャラクター） 中谷誠一 植田洋一 永田正美 | 中谷誠一（総メカニック） 吉田徹 鈴木竜也 大塚健 まさひろ山根 | 4月25日        | ツクヨミ ガオファイガー                                                                                     | ソムニウム                             |
| G・G・G・04             | GGG追放命令!               | 北嶋博明 竹田裕一郎 米たにヨシトモ | 山口祐司 日高政光 飯田馬之介 片山一良 ミズシマセイヂ 米たにヨシトモ 高谷浩利 黒木冬 | 原田奈奈 山口祐司 矢口夏美 米たにヨシトモ | 木村貴宏（総キャラクター） 中谷誠一 植田洋一 永田正美 | 中谷誠一（総メカニック） 吉田徹 鈴木竜也 大塚健 まさひろ山根 | 5月2日         | タケハヤ ヒルメ                                                                                             | タイガーウッド                         |
| G・G・G・05             | 心 -animus-                | 北嶋博明 竹田裕一郎 米たにヨシトモ | 山口祐司 日高政光 飯田馬之介 片山一良 ミズシマセイヂ 米たにヨシトモ 高谷浩利 黒木冬 | 原田奈奈 山口祐司 矢口夏美 米たにヨシトモ | 木村貴宏（総キャラクター） 中谷誠一 植田洋一 永田正美 | 中谷誠一（総メカニック） 吉田徹 鈴木竜也 大塚健 まさひろ山根 | 5月9日         | カーペンターズ CRプロダクションモデル（タイプ33R/タイプ34R）                                                | パピヨン・ノワール                     |
| G・G・G・06             | 勇者王！最期の刻！         | 北嶋博明 竹田裕一郎 米たにヨシトモ | 山口祐司 日高政光 飯田馬之介 片山一良 ミズシマセイヂ 米たにヨシトモ 高谷浩利 黒木冬 | 原田奈奈 山口祐司 矢口夏美 米たにヨシトモ | 木村貴宏（総キャラクター） 中谷誠一 植田洋一 永田正美 | 中谷誠一（総メカニック） 吉田徹 鈴木竜也 大塚健 まさひろ山根 | 5月16日        | グランドプレッシャー ライナーガオーII/ドリルガオーII/ステルスガオーIII                                      | G-ストーン                             |
| G・G・G・07             | 復活の白き方舟！           | 北嶋博明 竹田裕一郎 米たにヨシトモ | 山口祐司 日高政光 飯田馬之介 片山一良 ミズシマセイヂ 米たにヨシトモ 高谷浩利 黒木冬 | 原田奈奈 山口祐司 矢口夏美 米たにヨシトモ | 木村貴宏（総キャラクター） 中谷誠一 植田洋一 永田正美 | 中谷誠一（総メカニック） 吉田徹 鈴木竜也 大塚健 まさひろ山根 | 5月23日        | バイオネット・スカイフック・フォートレス ギムレット・アンプルーレ                                           | 卯都木命                               |
| G・G・G・08             | ねがい星、かなえ星         | 北嶋博明 竹田裕一郎 米たにヨシトモ | 山口祐司 日高政光 飯田馬之介 片山一良 ミズシマセイヂ 米たにヨシトモ 高谷浩利 黒木冬 | 原田奈奈 山口祐司 矢口夏美 米たにヨシトモ | 木村貴宏（総キャラクター） 中谷誠一 植田洋一 永田正美 | 中谷誠一（総メカニック） 吉田徹 鈴木竜也 大塚健 まさひろ山根 | 5月30日        | パルパレーパ・プラス ピア・デケム・ピット                                                                   | 超AI                                   |
| G・G・G・09             | 我が名はG（ジェネシック）! | 北嶋博明 竹田裕一郎 米たにヨシトモ | 山口祐司 日高政光 飯田馬之介 片山一良 ミズシマセイヂ 米たにヨシトモ 高谷浩利 黒木冬 | 原田奈奈 山口祐司 矢口夏美 米たにヨシトモ | 木村貴宏（総キャラクター） 中谷誠一 植田洋一 永田正美 | 中谷誠一（総メカニック） 吉田徹 鈴木竜也 大塚健 まさひろ山根 | 6月6日         | ジェネシックギャレオン/スパイラルガオー/ストレイトガオー プロテクトガオー/ガジェットガオー/ブロウクンガオー | カインの遺産                           |
| G・G・G・10             | 超勇者黙示録！             | 北嶋博明 竹田裕一郎 米たにヨシトモ | 山口祐司 日高政光 飯田馬之介 片山一良 ミズシマセイヂ 米たにヨシトモ 高谷浩利 黒木冬 | 原田奈奈 山口祐司 矢口夏美 米たにヨシトモ | 木村貴宏（総キャラクター） 中谷誠一 植田洋一 永田正美 | 中谷誠一（総メカニック） 吉田徹 鈴木竜也 大塚健 まさひろ山根 | 6月13日        | ジェネシックガイガー ピア・デケム・ピーク                                                                   | ルネ・カーディフ・獅子王               |
| G・G・G・11             | 命を超える者               | 北嶋博明 竹田裕一郎 米たにヨシトモ | 山口祐司 日高政光 飯田馬之介 片山一良 ミズシマセイヂ 米たにヨシトモ 高谷浩利 黒木冬 | 原田奈奈 山口祐司 矢口夏美 米たにヨシトモ | 木村貴宏（総キャラクター） 中谷誠一 植田洋一 永田正美 | 中谷誠一（総メカニック） 吉田徹 鈴木竜也 大塚健 まさひろ山根 | 6月20日        | パルパレーパ・プラジュナー 天竜神                                                                           | 命ある者                               |
| G・G・G・12 GRAND FINAL | 神話（マイソロジー）!!!    | 北嶋博明 竹田裕一郎 米たにヨシトモ | 山口祐司 日高政光 飯田馬之介 片山一良 ミズシマセイヂ 米たにヨシトモ 高谷浩利 黒木冬 | 原田奈奈 山口祐司 矢口夏美 米たにヨシトモ | 木村貴宏（総キャラクター） 中谷誠一 植田洋一 永田正美 | 中谷誠一（総メカニック） 吉田徹 鈴木竜也 大塚健 まさひろ山根 | 6月27日        | ゴルディオンクラッシャー ジェネシックガオガイガー                                                           | 大河幸太郎とスワン・ホワイトのブローチ |

## 番外編
OVAとして描ききれなかったエピソードを補完する、外伝系のエピソード。カッコ内は収録された媒体。
- FINAL.-01?「白と黒」（ガオガイガーFINAL最強キャラクターCD4巻）
- FINAL.-0.5?「宇宙の空は、俺の空」（ガオガイガーFINAL最強キャラクターCD3巻）
- FINAL.00「エヴォリュダーGUY（ガイ）」（電撃大王連載コミカライズ、「勇者王ガオガイガーFINAL the COMIC」に収録）
- FINAL.0.25?「エヴォリュダーはつらいよ」（ガオガイガーFINAL最強キャラクターCD1巻）
- FINAL.0.3「黄金の勇者王」（スタジオハーフアイ製のガレージキット「完全変形ゴルディーマーグ」に添付の短編ノベライズ）
- FINAL.0.5「勇者の王たる力」（スタジオハーフアイ製のガレージキット「完全変形ガオファイガー」に添付の短編ノベライズ）
- FINAL.0.6?「密着! 命24時間」（ガオガイガーFINAL最強キャラクターCD2巻）
- FINAL.0.7?「帰ってきたマモル」（ガオガイガーFINAL最強キャラクターCD5巻）
- FINAL.0.8?「五月（メイ）探偵リオン」（ガオガイガーFINAL最強キャラクターCD6巻）

### Secret of "GAOGAIGAR FINAL" DVD Package
『FINAL GRAND GLOURIOUS GATHERING DVD-BOX』のブックレットに掲載。『FINAL』DVD各巻のジャケットに記された英文や仏文を原文および解説と共にまとめたもの。
「ガオガイガー世界に存在する、ある文書の記録」というコンセプトで執筆された。執筆者は堀口滋、竹田裕一郎、北嶋博明、米たにヨシトモ。
FINAL.01
コンベンションのパンフレットに掲載されたガオファイガーのキャッチコピー。
FINAL.02
光竜と闇竜を題材にしたフランス映画の主題歌。
FINAL.03
凱と4人の諜報ロボが参加した作戦の交信記録。
FINAL.04
GGGが旅立った直後にロゼ・アプロヴァールが行った演説の草稿。
FINAL.05
鰐淵シュウがギムレットに送信したメール。
FINAL.06
獅子王麗雄が記したギャレオンに関する日記。
FINAL.07
メル友である風祭スミレとお天気お姉さんのメールの送受信記録。
FINAL of FINAL
ロゼが万一に備えて記した遺書。

## シリーズ続編

### ディスクZ『プロジェクトZ』
『勇者王ガオガイガーFINAL プロジェクトZ』。DVD限定BOX『勇者王ガオガイガーFINAL GRAND GLORIOUS GATHERING DVD-BOX』同梱『ディスクZ』映像特典。イラストとナレーションによるピクチャードラマとなっており、FINALの後日談であり次の戦いの序幕というべき内容となっている。発表の時点で続編の制作が決定した訳ではなく、いつか続編が作られた時の足掛りとしての意味合いが込められている。新たな勇者ロボであるガオ凱号はラストのアイキャッチカットのみ登場であったが、後にシーエムズ・コーポレーションの「BRAVE合金」などで立体化されている。
あらすじ
別次元に取り残された凱たちを救出するために計画された計画Zに参加した護と戒道。覚醒人凱号の起動実験中に護はソムニウムの波動を感じた。彼らは告げる、次元の変革者・覇界王の訪れを……。
- 構成・監督 - 米たにヨシトモ
- 原画 - 木村貴宏、中谷誠一
- ディビジョン艦デザイン - 岡田有章
- 色彩設計・仕上げ - 柴田亜紀子
- 仕上げ - 安部なぎさ
- 音響監督 - 藤野貞義
- 効果 - 庄司雅弘

### 覇界王〜ガオガイガー対ベターマン〜
2017年から2021年にかけて、Webサイト『矢立文庫』で連載された小説。タイトルにもあるように、『FINAL』と『ベターマン』のその後を描く続編・完結編として企画されたもので、テレビシリーズから『ガオガイガー』に携わってきた、脚本家の竹田裕一郎が執筆を手掛けるほか、原案・監修という形で米たにヨシトモも引き続き関与している。後述の通り単行本としても全3巻が刊行されており、これに伴い2024年現在Web上にて公開されているのは、一部話数の試読版のみとなっている。
関連する作品として、『ガオガイガーFINAL』の既刊のノベライズを『覇界王』への伏線も含める形で再構成した、『勇者王ガオガイガーpreFINAL』『勇者王ガオガイガーFINALplus』の2篇が連載開始に先行して発表されており、このうち後者には『覇界王』のプロローグとなる短編も収録されている。また、小説連載中の2018年9月よりWebコミックとして、『覇界王〜ガオガイガー対ベターマン〜 the COMIC』（はかいおう ガオガイガー たい ベターマン ザ コミック、作画：藤沢真行）が、ホビージャパンの運営する総合ポータルサイト「ファイアCROSS 」にて連載されている。この他、コミカライズの単行本第1巻などの特典として、新規撮り下ろしのドラマCDも制作されている（詳細は後述）。

#### 構想と発表までの経緯
竹田の語るところによれば、『ガオガイガー対ベターマン』の構想は『ガオガイガー』のテレビシリーズが完結し、『ベターマン』の脚本作業が進められていた1998年には既に米たにの中にあったといい、この時点で準備中であった『ガオガイガーFINAL』の先の作品として、ゆくゆくはきちんとアニメ化したいとの意思も示していた。しかし前述の通り、『ガオガイガーFINAL』の全8話という尺には当初の米たにの構想は収まりきらず、その結果GGGの地球への帰還は『ガオガイガー対ベターマン』まで持ち越される形となる。OVAの続編映像の制作も、諸般の事情から前出の『ディスクZ』のみに留まったため、完結編に当たる『ガオガイガー対ベターマン』の映像化は実現に至らぬまま、作品の主舞台となる2016年を迎えることとなった。こうした状況の中、今こそ何としてもこのストーリーを世に出したいという思いから、竹田が「小説で『ガオガイガーFINAL』の続きを書きたい」と要望、これを受けて当時立ち上げられたばかりの『矢立文庫』での発表が実現することとなった。
『覇界王』の映像作品化について、米たには若い頃ならできると思って企画を出したものの、キャスト・スタッフの高齢化や逝去などもあり、時期的に今現在は難しいと2022年の時点で語っている。また、自身が細部まで監督すると時間も足りなくなる上、『ガオガイガーFINAL』の頃に比べると体力もないことも理由の一つとしてあげており、同時にアニメ業界における人材不足が昨今深刻であることにも触れつつ、技術革新が進んで本当に優秀なスタッフが奇跡的に集まれば実現するかもしれない、とも付言している。とはいえ、2021年にはシミュレーションRPG『スーパーロボット大戦30』に『覇界王』が参戦し、それに合わせて米たにの一部監修の元、新規に映像の制作や声優レコーディングなども行われた。
また米たに曰く、『ガオガイガー対ベターマン』は当初、2003年当時にアニメ作品として企画していた『覇界王』の前半部分に相当し、後半部分は勇者シリーズの他作品の面々も登場する、壮大なお祭り騒ぎとなる予定であったという。勇者シリーズのみならず、エルドランシリーズともコラボする案までも提示されていたこの後半部分は、後に『覇界王』とは別に動いていた勇者シリーズの企画と合流し、webコミック『勇者宇宙ソーグレーダー』（2023年 - ）として結実することとなる。

#### 登場人物（覇界王）
『プロジェクトZ』および、同作品が初出の登場人物のみ記述。声はドラマCD版の担当声優。
旧作からの登場人物は、「勇者王ガオガイガーシリーズの登場人物」及び、「ベターマン#登場人物」を参照。
アーチン・プリックル
3代目GGG参謀。43歳。『ベターマン』登場のカクタス・プリックルの兄。火麻の米軍時代の同僚であり、当時は2人揃って、決して倒れない「双子筋肉ダルマ」の異名を持っていた。2017年時点で火麻よりも年上になった現在においても筋肉は健在である。
覇界王ジェネシックとの決戦中にアルジャーノンに発症し、オービットベース内で破壊活動を始めてしまう。
タマラ・ゴーゴリ
3代目GGG研究部次席オペレーター。26歳。ウクライナ系ロシア人。火乃紀の同僚で薬学のエキスパート。
覇界王ジェネシックとの決戦中にアルジャーノンに発症し、オービットベースを地球に墜落させようとする。
鷺の宮・ポーヴル・カムイ
3代目GGG諜報部次席オペレーター。34歳。以前はモーディワープに所属。兄もGGGに所属していたが殉職している。
アルジャーノンに発症しており、覇界の眷族に内通しオービットベースのシステムに深刻なダメージを起こす。
菊帆エイル
オービットベース隊員食堂「オービット亭」の食堂のおばちゃん。アルジャーノンを発症し、食堂の料理マシン「食材合成くん26皿」を細工する。
ユカ・コアーラ
オーストラリアで一時的に記憶喪失になった戒道を助けた少女。戒道をテンシと呼んでいる。『preFINAL 第3.5章』より登場。
ケイ
八七木翔と紅楓の子であった少年。赤子の頃からDタイプハンター（強化クローン）・チャンディーと共におり、リミピッドチャンネルを介して意思疎通をしていたため無口。
アンジェリカ・アネモネ・阿嘉松
通称ドクトル・アー。GGGドイツ科研の研究者で、凱やルネのサイボーグ・ボディ開発にも貢献した義肢の権威。自身も事故で両手両脚を失っており、義肢となっている。阿嘉松紗孔羅の母親であり、夫である阿嘉松滋や紗孔羅とは、研究に集中するため別居している。
ドクター・タナトス
バイオネットの副総裁であり、プロフェッサー・モズマの死後は総帥代行を務めている。ゾンダーの疑似再現はゾンダーロボの再現にまで到達していたが、アルジャーノンに既に発症していた。
鷺の宮隆
鷺の宮・ポーヴル・カムイの実兄。2005年の機界31原種との最終決戦で戦死したと思われていたが、木星のザ・パワーに呑まれたことにより覇界の眷族となり、ゼロ核の状態で三重連太陽系を目指すGGGディビジョン艦隊に回収されるも、タケハヤの一角で放置されていた。三重連太陽系決戦後のGGGがオレンジサイトにいる中で人間の姿に戻り船内にトリプルゼロを入れ隊員たちを眷族化させる手伝いをした。
天海翼（）
トリプルゼロとの戦いが終結し、ソムニウムが望む＜パトリア＞の刻を迎えた後、天海護と初野華との間にできた子供。性別に関しては不明。「何時か人類が銀河を飛び立つ時、翼に成る」意味と願いを込め名付けられた。

#### ソムニウム
シャーラ
セーラー服を着た少女のような姿のソムニウム。ラミアが与えたアニムスの亜種「ソキウスの実」により、特別な能力を得る。
ガジュマル
小柄な少年の姿をしたソムニウム。シャーラの事を気にかけ、ラミアには敵視を向ける。ベターマン・トゥルバへと変化する。
ユーヤ
声：桑島法子
女性型のソムニウム。ルーメの実でベターマン・ルーメへと変化するが、本来の姿に一時的に戻るセーメが変化したベターマン・ルーメとは異なりクラゲのような姿になる。ペクトフォレース「ペルスピクス」で宇宙空間でも活動可能な膜を作ることができる。
ヒイラギ
ホッキョクグマのような毛皮を被った巨漢姿のソムニウム。ポンドゥスの実で不思議なオブジェのような形態のベターマン・ポンドゥスに変化する。
ライ
吟遊詩人風のソムニウム。声を発しないリミピッドチャンネルと共に口を動かす仕草をする。合掌造り木造建築を人形にしたような形態のベターマン・アーリマンに変化する。
羅漢（）
痩身に民族衣装のような出で立ちをしたソムニウム。生体融合を可能にする虹色のペクトフォレース「サンクトゥス」を使う。事ある毎に「んー」と口癖のように言う。ボリビア中央西部のセプルクルムにいたが、ラミアの仲間になる。その傍らには紗孔羅の意識体が陽炎のように存在している。自ら作り出した実でベターマン・オウグに変化する。
合体ベターマン / ベターマン・カタフラクト
羅漢のサンクトゥスによって7体のソムニウムが融合した形態。阿嘉松は咄嗟にベターメンと名付けた。後にデウスからソムニウムが環境適応の果てに手に入れた姿、カタフラクトと呼ばれてからはそちらの名称が使われた。『the COMIC』では阿嘉松からベターメンと名付けられそうになるも、紗孔羅の発言から初登場時よりカタフラクトと呼ばれるようになった。
融合時のそれぞれのソムニウムの変身形態は、ラミア＝ベターマン・フォルテ、ガジュマル＝ベターマン・トゥルバ、ユーヤ＝ベターマン・ルーメ、ヒイラギ＝ベターマン・ポンドゥス、ライ＝ベターマン・アーリマン、羅漢＝ベターマン・オウグとなる。シャーラはソキウスの路の展開を担当するため変身しない。
デウス
牛山三男たちと行動を共にしている、伝説のソムニウムと呼ばれる存在。自身にアニムスの実が生る特異体質を持つ。自らをこの世の開闢から終焉までを見通す「視る者」と称し、ヒトやソムニウムの種の存亡に関わる事態に幾度となく干渉している。覇界の眷族と化したガオガイゴーの前に現れ、テンプスの大河と呼ばれる巨木で西暦2005年4月に遡り、ガオガイガーを破壊して歴史を変えて覇界の眷属に支配された世界に変えようと目論むが、他のソムニウムにテンプスの実を全て奪われ阻止された。その後は2017年になるまで潜伏しており、自分の意に沿わない時間枝を破壊すべく紗孔羅を拉致し、覇界王ジェネシック内に置き去りにした。最終的に歴史を弄ぶ行為に怒りをあらわにしたラミアに殺された。

#### 登場メカ（覇界王）
『プロジェクトZ』および、同作品が初出のメカのみ記述。

旧作からの登場メカは、「勇者王ガオガイガーシリーズの登場メカ」を参照。
ニューロメカノイド・覚醒人凱号
GGGとアカマツ工業の共同制作で、阿嘉松滋によって開発されたニューロメカノイド。調査特化形態のアクセプトモード「凱号」から高機動形態のアクティブモード「ガイゴー」に変形する。アクセプトモードの外見は覚醒人に近いが、アクティブモードは勇者ロボに似たよりスマートな形状になっており、各部の配色や武装がガイガーに近いものとなっている。また、ウルテクエンジンやジェル透析など従来グリアノイドによって追加されていた機能を標準搭載している。ガイガーやガオファーと互換性がある合体システムを搭載しており、ドリルガオーII、ライナーガオーII、ステルスガオーIIとの組み合わせガオガイゴーにファイナルフュージョンする。中枢にはシャチのGストーンサイボーグ・海のヴァルナーが組み込まれている。
操縦は凱号では天海護が、ガイゴーでは戒道幾巳がヘッドダイバーを務めるが、必ずしも固定されている訳ではなく、状況によっては一部または全部のコントロールをもう一方に預ける場合もある。作戦によっては蒼斧蛍汰と彩火乃紀がヘッドダイバー予備要員として搭乗する。
- 武装 - シナプス弾撃

GBR-17 覚醒人Z号
凱号の設計母体となったニューロメカノイド。護と戒道が最初にダイブした機体で、その後改修され凱号となった。
GBR-21 ガオガイゴー（牙王凱号/ガオ凱号）
覚醒人凱号（アクティブモード）にステルスガオーII、ドリルガオーII、ライナーガオーIIがファイナルフュージョンすることで誕生する地球の新たな守護神でありザ・パワー運搬護衛機として誕生した新たな勇者王。
凱号にはリングジェネレイターが無いためステルスガオーIIが優先的に運用されているがステルスガオーIIIとも問題なく合体できる。
ガオーマシンも一時は新たな機体を開発しようとしたが、幾度も壁に行き当たった開発者の阿嘉松滋が思いついたのが、ガオガイガーやガオファイガーのガオーマシンを流用しようという発想であった。「偉大な父や叔父を越える必要はない。堂々とその伝統を活用してやればよい」とあえて有限会社の社長という立場にこだわり続けてきた阿嘉松ならではの発想により、従来のガオーマシンがそのまま使用されている。
動力は勇者王ガオガイガーに登場する「GSライド」に加えてベターマンに登場する「リンカージェル」を使ったハイブリッドエネルギーによって駆動し、従来の地球製勇者ロボに比べて出力が大幅に向上している。リンカージェルの純度低下特性によって稼働時間に制限があり、リンカージェルが活動限界を迎えるとGSライドも止まってしまう特徴があるが、作中の10年間で進歩した最新型の透析システムを搭載する事で、木星決戦での戦闘時にはガオファイガーの限界稼働時間をも上回る戦闘稼働時間を示しており、過去の勇者王と比べても稼働時間に遜色があるわけではない。
合体構造上の特徴として、ガイゴーの腕部はステルスガオー内に格納せず、背面へ張り付くように露出している。必要に応じ展開して四本腕として使用したり、シナプス弾撃の発射も可能。胸部のTMシステムは、覚醒人と同様に大気中の物質を吸収・合成することで解析が可能。
デュアルカインドシステムの特性を使用して、ガオガイゴーのヘルアンドヘブンはシルバリオンハンマーと同じく護と戒道のGとJの共振現象の力を使った銀色のヘルアンドヘブンとなっている。作中描写によればGとJ共振時の出力は従来の数倍に跳ね上がり、従来のGパワーのみの緑色のヘルアンドヘブンと比べて圧倒的に強力になっている。従来型の緑色のヘルアンドヘブンも使用可能で、状況によってはこちらを使うこともある。また、GとJの共振で白銀に輝いた後にヘルアンドヘブンを放たずに、GJ共振の数倍出力の状態のまま通常戦闘を行うことも可能。
合体にはガオガイガーシリーズ同様ファイナルフュージョン承認が必要となる。漢字の当て字は阿嘉松滋の趣味。
- 武装 - ブロウクンマグナム、プロテクトシェード、ドリルニー、プラズマホールド、ブロウクンファントム、プロテクトウォール、プラズマアナライズ、ブレイクシンセサイズ、シナプス弾撃、ダブルシナプス弾撃、ディバイディングドライバー、ガトリングドライバー、モレキュルプラーネ、ディメンジョンプライヤー、クレストカッター

その他ガオガイガー、ガオファイガー用に開発されたハイパーツールやGツールを全て使用可能。
- 必殺技 - ヘルアンドヘブン

夢装ガオガイゴー
ガオガイゴーがベターマン・オウグのペクトフォレース・サンクトゥスによって6体のベターマンたちと合体融合することでソムニウムの能力を得た姿。これにより従来より圧倒的に戦闘力が向上している。
ヘルアンドヘブンの使用時にはここからさらに変形して、フォルテとオウグがその肘から先を覆い両腕は元の倍以上のサイズとなって膨れあがり、従来のGJ共振の力も合わさって超強化されたヘルアンドヘブンとなる。劇中ではこのヘルアンドヘブンを以て覇界王ジェネシックのジェネシックヘルアンドヘブンと激突。
さらにベターマンのフライングサーベル、サイコカーム、ポンドゥスの超重力波と各能力を上乗せさせ、最後に護が勇気を爆発させる事で出力を跳ね上げた白銀のヘルアンドヘブンをもって、ヘルアンドヘブン対決の末にジェネシックの両拳を粉砕、ギャレオンの中枢ブラックボックスを抉り出し、覇界王ジェネシックの撃滅に成功した。
ポルコート
諜報用ビークルロボ。GGG再建計画によってオリジナルのポルコートの超AIが移植されている。超AI人格モデルはエリック・フォーラー。機能を削って小型化していた旧ボディとは異なり、ボルフォッグと同等の機能を搭載している。
ガンシェパー
ポルコートのサポート用ガンマシン。基となったガンドーベルとは異なり、ボディカラーはダークグリーンとなっている。
ガンホーク
ポルコートのサポート用ガンマシン。ガンシェパー同様、ボディカラーはダークグリーンとなっている。
GBR-10 ビッグポルコート
ポルコートとガンシェパー、ガンホークが合体した合体ビークルロボ。
- 武装 - 内蔵ミラーコーティング、4000マグナム、ロケットワッパー、マサムネソード、トランクウェポン・ロングライフル
- 必殺技 - 大回転魔輪

GBR-05 翔竜（しょうりゅう）
GGG再建計画によって開発された新たなグリアノイド。単独飛行が可能で飛行機型ビークル形態にシステムチェンジができる。超AIは少年風の人格で、経験も浅く、ビッグポルコートからは少年と呼ばれる。
本来は超竜神の追加ユニットとしてボルフォッグと同時期に開発される予定であったが、当時ガオガイガーがヘル・アンド・ヘブンによって致命的なダメージを受ける事からそれを回避するためにゴルディオンハンマーの開発が進められたため、そちらにリソースされて開発が凍結されたという経緯を持つ。
- 武装 - 遠隔プロジェクションビームユニット＜ウツセミ＞、磁力線、捕縛用磁力ネット

GBR-14 月龍（げつりゅう）
2007年02月にドイツGGGによって開発された新たなビークルロボ。銀色の女性型勇者ロボ。クールな性格の持ち主。2016年の時点で稼働から9年経つものの、日龍と共に未だにシンパレートが上昇せず、一度もシンメトリカルドッキングを成功させた事が無い。
- 武装 - プロテクト・プロテクター、ペンシルランチャー

GBR-15 日龍（にちりゅう）
2007年02月にドイツGGGによって開発された新たなビークルロボ。金色の女性型勇者ロボ。ツンデレな性格の持ち主であり、炎竜、雷龍、闇竜同様に着地失敗のバグを伝統として受け継いでおり、失敗するならば周囲への被害を最小限に留めようと開き直っている。
- 武装 - ブロウクン・ブレイカー、ペンシルランチャー

星龍神（せいりゅうじん）
月龍と日龍がシンメトリカルドッキングした合体ビークルロボ。月龍が右半身、日龍が左半身となる。背部にはマント状の背部攻防ユニットがあり右半分は攻撃ユニットとなる。
今までシンメトリカルドッキングするためのシンパレートが上がらなかった理由は、月龍と日龍が互いをライバルと認識していたためであり、翔竜の危機に互いの心が一致したため合体できた。
翔星龍神（しょうせいりゅうじん）
星龍神と翔竜がトリニティドッキングした合体ビークルロボ。星龍神の背にドッキングし、飛行できない星龍神に飛行能力を与える。合体中は翔竜の制御権を星龍神側に委譲している。
本来は超竜神の強化プラン「翔超竜神」として設計されたもの。
- 武装 - 磁力線、遠隔プロジェクションビームユニット＜ウツセミ＞、ブロウクン・ブレイカー、プロテクト・プロテクター
- 必殺技 - 星たちの円舞（ゾンネンフィンシュテルニス）、マグニ・ナーゲルファイレ、星たちのくちづけ（キュッセン・エクリプセ）

輝竜神（きりゅうじん）
光竜と日龍がシンメトリカルドッキングした日の光のごとくに輝く攻撃型に特化した合体ビークルロボ。光竜が右半身、日龍が左半身となる。陽気な性格同士の合体のためか、ハイテンションな英語交じりで話す性格となる。設計段階での想定外の合体のため、光竜を侵食しているトリプルゼロを使って合体している。
- 必殺技 - 光輝と日輪の弓矢、プライムローズの月（ブロウクン・ブレイカー）

翔輝竜神（しょうきりゅうじん）
輝竜神の背に翔竜がトリニティドッキングした合体ビークルロボ。
- 必殺技 - マキシマムトゥロン（夢装新龍神との合体技）

新龍神（しんりゅうじん）
月龍と闇竜がシンメトリカルドッキングした闇に覆われた新月のような防御型に特化した合体ビークルロボ。月龍が右半身、闇竜が左半身となる。クールな性格同士の合体のためか、穏やかで丁寧な口調の性格となる。設計段階での想定外の合体のため、闇竜を侵食しているトリプルゼロを使って合体している。
- 必殺技 - 闇夜と新月の霞、プロテクト・プロテクター

夢装新龍神（むそうしんりゅうじん）
新龍神がベターマンと合体することで重力制御等のソムニウムの能力を得た姿。
- 必殺技 - マキシマムトゥロン（翔輝竜神との合体技）

翔超竜神（しょうちょうりゅうじん）
超竜神と翔竜がトリニティドッキングした合体ビークルロボ。
- 装備 - ダブルガン、ダブルライフル、ダブルトンファー

宙龍（ちゅうりゅう）
中国科学院航空星際部で開発予定であった翔竜の同型機。開発中止の時点で超AI育成は開始しており、楊龍里の研究助手になっていた。木星探査用に無人探査船のボディを与えられ木星調査をしていたが、覇界王によって汚染され虚偽の探査データを送っていた。
楊はプロジェクトZが一段落ついた後に風龍と雷龍と再会する前に開発中止のままでいた本来のボディを与えようと検討していた。
XF-111 プロトタイプ・ファントムガオー / プロトタイプ・ガオファー
可変ガオーマシン試作機。かつて卯都木命の身柄及び新ガオーマシンと共にバイオネットの鰐淵シュウに強奪された過去を持ち、ガオファイガーのファイナルフュージョンを初成功させた機体でもある。その後はセキュリティプロテクトを強化、全長及び全質量を僅かに軽減させた正式採用機F-111ファントムガオーにその座を託し、予備パーツとしてオービットベースに保管されていた。
凱がいないため長い間使用されていなかったが、アルエットがメンテナンスを行い、精神生命体となった麗雄の導きにより凱の元に届けられる。凱が初代ガオガイガーに搭乗した後は、ルネ・カーディフ・獅子王が引き継ぎフュージョンすることになる。
- 装備 - ファントムカモフラージュ

覚醒人V2（かくせいじんブイツー）
覚醒人1号とZ号の間に位置するニューロメカノイド。アカマツ工業とNEOとの共同開発。チャンディーとケイ、牛山三男によって持ち去られ、蛍汰に託される。戦闘用ではないものの従来のニューロノイドより大型で戦闘力も高く、蛍汰の優れた運用能力もあり勇者たちと肩を並べる戦力となる。蛍汰単独での操縦も可能だが、パートナーとして火乃紀も搭乗する。蛍汰と火乃紀が眷属化して失踪した際には天海護と意識のない阿嘉松紗孔羅を搭乗させている。
アクティブモードは他のニューロノイドにはないメカゴジラのようなジェラシックテイスト。また、劇中では披露されることはなかったが、スペック上はガオーマシンとファイナルフュージョンすることも可能。
- 武装 - シザーハンド（アクセプトモード）、シナプス弾撃、ミラーシールド、ダブルシナプス弾撃

ダブルマーグ
オービットベースに残されていた、対レプリジン・ガオガイガー戦で破壊されたゴルディーマーグの内、無事であったマーグハンドを修復し、簡易AIを搭載したツールロボ。ゴルディオンダブルハンマーを運搬・制御する。ブロウクンマグナムのようにマーグハンドを撃ち出すゴルディオンマグナムも使用可能。覇界ゴルディーマーグとの戦いで簡易AIを搭載した頭部が破壊された。
ゴルディオンダブルハンマー
ゴルディオンモーターを組みこんだ新型Gツール。ゴルディオンハンマーと同サイズのものと一回り小さい大小2基を連結させ、従来のマーグハンドで運用される。ハンマーヘル・アンド・ヘブンもそのまま使用可能な上、ガオファイガーのみならずガオガイガー・ガオガイゴーでも運用できる。マーグハンドが変形するツールロボ（後にマルチロボ）に運搬される際は、従来サイズのハンマーが背中と頭部に、小さいハンマーは手で直接保持される。タンクモードにおいては砲塔となるハンマー部の上に小さいハンマーが重なり連装砲になるため、砲のセンサーターレットは小さいハンマー側に装備。
それぞれのハンマーの上部には一対の球状パーツ「ダブルクラッカー」が付いており、一見するとけん玉のような外見である。クラッカーがグラヴィティ・ショックウェーブ発生部、ハンマーのベルト状の部位が高速回転するグラヴィティ・バースト発生部で、2つのクラッカーをトラクタービームで本体と連結して分離させる「クラッカーモード」、発生させるグラヴィティ・ショックウェーブを選択的に減衰させることで消滅させる範囲を絞り込む「スライサーモード」、さらにそれらの同時使用が加わり戦術の幅が広がった。
『ガオガイガーFINAL』から10年後に作られただけに、多彩なモードを使いこなせるだけの稼働時間の延長はもちろん、グラヴィティ・ショックウェーブの制御ノウハウは簡易AIで運用できるまでに高まっている。
- ゴルディオンクラッカー

クラッカーモードでの攻撃技。分離したダブルクラッカーを大きく振り回し、アメリカンクラッカーの様に互いにぶつけて加速と幻惑を行い、目標に叩きつける。ダブルクラッカーはオリジナルのゴルディオンネイルの様に極近距離の物質を光子に変換するため、目標は球状に削り取られるように消失してゆく。ゴルディオンハンマーよりも遥かに広範囲の攻撃や防御（相手の攻撃を光にして無効化）を行える。
- ゴルディオンスライサー

スライサーモードでの攻撃技。任意の箇所を薄く消滅させることで目標を切断する。光速のグラヴィティ・ショックウェーブによる斬撃のため、物理的な防御は不可能。また光速での攻撃のため、グラヴィティ・ショックウェーブ発生前にグラヴィティ・バーストを発生させあらかじめ目標を絞り込む必要がある。
ゴルディーダブルマーグ
覇界の眷族から浄解されたゴルディーマーグが、簡易AIを搭載した頭部を破壊されたダブルマーグを用いて改修された姿。ダブルマーグと同様にゴルディオンダブルハンマーを運搬・制御する役目を担うが、その発動承認には二重認証が必要となる。覇界王ジェネシックとの最終決戦で、覇界王ジェネシックが放ったブロウクンウィルナイフによって大破に追い込まれるも、ゴルディーの超AIは奇跡的に無傷だった。
- 武装 - マーグキャノン

初代ガオガイガー
2005年4月7日からベターマンによって運ばれた最初期のギャレオンがファイナルフュージョンした勇者王。ガオーマシンは2017年の最新モデルのものだが、タイムパラドックスの阻止のため、覇界王ジェネシックとの決着が終わった後に過去に送り返す事が決定しているため、この時代では修理可能なブラックボックスの損傷などはそのままにしている他、必要以上の損傷を受けないように細心の注意を払わなければならない状態となっている。
夢装ガオガイガー
最初期のギャレオンがファイナルフュージョンしたガオガイガーに、6体のベターマンが合体した姿。
- 武装 - プロテクトシェード、夢装ブロウクンマグナム、ヘルアンドヘブン

ファイナル・ガオガイガー
最終最後の勇者王。ソムニウムの手によってトリプルゼロから浄解されたジェネシックだったが、それまでの戦闘によって制御中枢にダメージを負い起動不能となり、修復がいつ終わるのか解らない状態となったため、対応措置として覚醒人と同様にパイロットの脳神経とニューロネットワークの構築をなして制御系を確立させるため、それが可能となる特殊能力を持つ7名が各ジェネシックマシンに搭乗。その際にガジェットガオーの翼に、それぞれのGにジオイドの金、ギャラクシーの緑、グローバルの青が使われ組み合わされた「GGGギャザリングマーク」が追加され、「全ての戦いを終わらせる」という願いを込めてジェネシック・ガオガイガーからファイナル・ガオガイガーへと呼称が改名された。ジェネシックギャレオンに天海護、ガジェットガオーに戒道幾巳、ブロウクンガオーにはルネ・カーディフ・獅子王、プロテクトガオーには卯都木命、スパイラルガオーに蒼斧蛍汰、ストレイトガオーに彩火乃紀が搭乗し、獅子王凱が全体を統括する。
ゴルディオンアーマー
ガオファイガーおよびガオガイゴー用の決戦ツールとして開発が進められていたハイパーツール。劇中では月面での最終決戦に際してファイナル・ガオガイガー用に急遽改修された。Gブロックと呼ばれる複数のパーツと合体することで発動し、亜光速の戦闘機動が可能になる他、Gブロックからの膨大なエネルギー供給によって武装の威力が超強化される。右腕に装備するマーグアームは帰還した雷牙がゴルディオンネイルから着想を得て新たに追加された新規機構であり、五本の指それぞれがゴルディオンハンマーと同性能を有しており、ここから放たれる技が「ゴルディオンフィンガー」である。本来はマーグアームはゴルディオンアーマーとは別ツールの扱いだったが月面決戦時ではアーマーに追加する形でGブロックが組み込まれた。そのため、マーグアームまで含めた全てのGブロックと合体した姿を指して「ゴルディオンアーマー・コネクトモード」と呼称する。マーグアームには覇界王ジェネシックとの戦闘で大破したゴルディーダブルマーグの超AIが移植されている。マーグアームの二本のベルトはゴルディオンモーターで、荒れ狂う重力衝撃波から機体を守る働きをする。
ディビジョンVI 無限連結輸槽艦 ミズハ
木星からザ・パワーを採取する目的で建造された新型ディビジョン艦。新型レプトントラベラーを搭載。長距離巡航形態ディビジョン・トレインに変形する。
ディビジョンX 機動完遂要塞艦 ワダツミ
GGG再建計画によって阿嘉松の指揮のもとで開発された新型ディビジョン艦。ミズハ同様に長距離巡航形態に変形する。
ディビジョンXI 諜報鏡面遊撃艦 ヤマツミ
GGG再建計画によって開発された新型ディビジョン艦。光学迷彩ホログラフィックカモフラージュ搭載。ミズハ同様に長距離巡航形態に変形する。
ディビジョン・トレイン
長距離巡航形態に変形したミズハ、ワダツミ、ヤマツミが連結した形態。全長約15km。三艦のレプトントラベラーを連結することで高速惑星間航行を可能とする。
プロテクトリフレクサー
フォーメーションP。ミズハ、ワダツミ、ヤマツミのもう一つの形態。ミズハが丸く輪のような姿になり、その内側をヤマツミとワダツミが埋めた花のような形態で、巨大なリフレクションシールドを形成し、レプトントラベラー三基の出力で巨大な反射鏡を生み出すことで、強大な攻撃も空間をねじ曲げられ100%反転する。
国連評議会がGGGの反乱事件を教訓に楊博士や高之橋博士の手で開発された後、アルエットや帰還した雷牙によってさらなる改修が加えられた。
小型高速艇 フライD5
木星帰還時に使用したディビジョン・トレイン搭載の小型高速艇。
大気圏往還艇 テナヅチ
オービットベースと地球を往復する往還艇。

#### 覇界の眷族
トリプルゼロに汚染された勇者ロボやソムニウムたち。それぞれ「覇界○○」と呼称される。
覇界王ジェネシック
ジェネシックガオガイガーがトリプルゼロに取り込まれた姿。当初はトリプルゼロの意思のままに動いていたが、地球での最終決戦時ではデウスによって攫われた阿嘉松紗孔羅がゼロ核として取り込まれている。
覇界ジェネシックガイガー / 覇界ジェネシックギャレオン、覇界ガジェットガオー、覇界ブロウクンガオー、覇界プロテクトガオー、覇界スパイラルガオー、覇界ストレイトガオー
覇界王ジェネシックが分離した状態で、合体と分離を自在に行う。ゼロ核となった阿嘉松紗孔羅は覇界ストレイトガオーに組み込まれている。
覇界マイク・サウンダース十三世
オーストラリア・ウルルでガオガイゴー、プロトタイプ・ガオファイガーと対決。ゼロ核はスタリオン・ホワイト。
覇界ゴルディーマーグ
ハワイのプナ地熱プラントでプロトタイプ・ガオファイガーと対決。ゼロ核は火麻激。
覇界天竜神
ドバイのメガソーラー発電所で翔星龍神と対決、オービットベースを狙う。ゼロ核は牛山一男、仲居亜紀子。
覇界ビッグボルフォッグ
Gアイランドシティでガオガイゴー、ビッグポルコート、覚醒人V2と対決。ゼロ核は猿頭寺耕助。
覇界王キングジェイダー / 覇界の方舟ジェイアーク
もう1体の覇界王。ゼロ核はソルダートJ、ルネ・カーディフ・獅子王。
覇界幻竜神、覇界強龍神
ユカタン半島及びチクシュルーブ・クレーターで、翔輝龍神&夢装新龍神と対決、ゼロ核は卯都木命、大河幸太郎、獅子王雷牙、スワン・ホワイト。
覇界王キングジェイダーと同時に出現した最凶の覇界の眷族。
覇界シルバリオンクラッシャー
残された連絡艇クシナダを使って再生させた、超翼射出司令艦ツクヨミ、極輝覚醒複胴艦ヒルメ、最撃多元燃導艦タケハヤの三隻のディビジョン艦。ゴルディオンクラッシャーそのものだが、キングジェイダーが使用するためにこう呼称される。制御AIであるゴルディーヘッドは再生しなかったが、欠落部分をキングジェイダーのヘッドユニット（ジェイダー）を合体させることで補っている。ゼロ核には26人のGGG隊員を使っている。全長20kmのエネルギーフィールドは鳥のような姿となる。
覇界ガオガイゴー
蒼斧蛍汰と彩火乃紀がダイブ中にトリプルゼロに侵食され覇界の眷族となる。その後、デウスに操られどこかへ連れ去られた。
デウスによって西暦2005年4月、時を超えガオガイガー初戦闘の場に現れるが、時の改変はベターマンたちによって阻まれたため、羅漢によって浄解された後に再び元の時間へ戻された。
覇界ピギーちゃん
タケハヤの中にいたが、ボルフォッグによって救い出される。
超生王ベターマン・カタフラクト改 / 究極超生王ベターマン・カタフラクトテラ
かつて機界最強7原種の内、6体が融合した合体原種の出現跡地に建造された月面アルプス基地に出現した、真の青の星の覇界王を目覚めさせるためにトリプルゼロを纏ったソムニウムたちの変身態。
カタフラクトテラは、シャーラが「ソキウステラの実」を食し変身した力でカタフラクトの右腕を変化させた形態。
超生体ベターマン・オルトス
超生王ベターマン・カタフラクト改 / 究極超生王ベターマン・カタフラクトテラでラミアが変身していたのは、フォルテではなくオルトスである。しかし度重なる戦闘のダメージに加え、変身後の副作用が最も大きいオルトスに変身した事により、ラミアの体の崩壊は急速に進んだ。
真の青の星の覇界王
オレンジサイトでトリプルゼロの影響を受けていた凱に潜んでいた存在。ソムニウムらによって大切な人々を目前で失い、凱が激情に駆られたことで目覚めた。
覇界王ファイナル・ガイガー
真の青の星の覇界王に覚醒した獅子王凱のトリプルゼロでファイナル・ガイガーが汚染された姿。

#### 関連用語（覇界王）
プロジェクトZ
表の大義名分は木星のザ・パワーを利用して次元ゲートを開き帰還不能となったGGGメンバーを救出する作戦。しかし、ザ・パワー採掘という裏の思惑もある。インビジブル・バーストの発生によって計画は頓挫する。グローバルウォール計画の成功ののち磯貝桜らの努力により計画が修正されたうえで再始動した。
少年GGG隊
プロジェクトZ計画時期に天海護と戒道幾巳らが所属していたGGGの少年メンバーによる部隊。6年後にはGGGに殆どが正式入隊している（孤森レイコ、数納鷹泰は少年GGG隊に所属したがGGGには入隊せず）。
GGGマリンレフュージ基地
覚醒人シリーズを開発した阿嘉松滋所長以下アカマツ工業の社員らが（2010年頃まで）所属していた日本のGGG地上基地。蛍汰と火乃紀はバイトとして所属（その後、蛍汰は家電量販店勤務後にGGGブルー機動部隊所属、火乃紀はGGG研究部所属）。
インビジブル・バースト
2010年8月8日に発生した木星より到達した異常電磁場現象。地球全域で未曽有の大災害を起こし、強電磁場は通信など地球全域で障害を齎した。
GGG（ガッツィー･グローバル･ガード = 国連防衛勇者隊） / GGGブルー
インビジブル・バースト発生後に、旧GGG（ガッツィー・ギャラクシー・ガード）を改称・再編成した組織。長官は阿嘉松滋。エンブレムカラーは青（初代GGGは金、2代目GGGは緑）。2代目GGG復活に伴いGGGブルーと名付けられる。
機動部隊である天海護、戒道幾巳は戦闘時にイークイップしIDアーマーを装着して戦うことができる。
GGG外部機関としてはGGGアメリカ宇宙センター、中国GGG科学院航空星際部、フランスGGG技研、GGGドイツ科研、ロシアGGG諜報部が活動している。
GGGグリーン（ガッツィ・ギャラクシー・ガード）
現GGGと区別するために付けられた2代目GGGの名称。地球に残留した隊員は移管されたものの、実は組織自体は維持され続けており、獅子王凱の地球圏帰還に伴い復活した。隊員は獅子王凱のみで機動部隊隊長 兼 長官を代理する。
大河幸太郎が浄解されてから両GGGを統括するGGG特務長官に任命され、獅子王凱は長官となった。
NEO（ネオ）
国連下部組織の次世代環境機関。本来は地球環境の研究機関であったが、人体を環境の方に適応させる実験に手を染め問題を起こした。
ブランチオーダールーム
新型ディビジョン艦艦橋に組み込み可能な指令ルーム。
ダイビングチャンバー
機動部隊のヘッドダイバー（パイロット）の待機室。人間用のため天海護と戒道幾巳の2人のための専用室となっている。
グローバルウォール計画
オービットベースのを中核に、6基の衛星で巨大プロテクトシェードを形成し強電磁場を阻止する計画、その計画にはインドネシア・カリマンタン島ポンティアナック市ほか赤道上の島の6か所に建設された強電磁場対策用施設「Gサーキュレーションベース」でGリキッドを供給させる必要がある。
フォーメーションF
オービットベースから展開される超大型のファントムリングを用いたブロウクンファントムを使用するフォーメーションコード。発動にはオービットベースに大河長官と最低10人のスタッフの残留が必要とされる。
疑似ゾンダーロボ
バイオネットの使用するかつてのゾンダーロボをコピーしたメカ。コアには生きた人間を使用している。融合能力も持つ。オリジナル同様に天海護の浄解でコアを人間に戻すことができる。
セプルクルム
ソムニウムが潜む人間が知覚できない不可知領域。神奈川県横浜市にも世界有数の生息地がある。
＜パトリア＞の刻
アルジャーノンを克服した人類を守る必要がなくなったソムニウムたちが、凱から採取した特別なアニムスの実である「パトリアの実」を用いて別次元への道を開き旅立つこと。
ソキウスの路 / STバイパス
ソムニウムがドクター・タナトスから採取したアニムスの実である「ソキウスの実」で使える超距離瞬間移動路。
元凶なりし者
ソムニウムが敵対者として獅子王凱に対して使う呼称。凱の中に潜んでいた真の青の星の覇界王のことを指している。
ゼロロボ
トリプルゼロの影響により変貌したロボットたち（自律型敵性機体群）。まず宙龍が汚染され、量産型CRやワダツミをゾンダーロボの様に変質させていった。
- ZR-01 宙龍
- ZR-02群 量産型無人CR部隊 CR-36
- ZR-03 ワダツミ艦体格納庫
- ZR-04群 ザ・ガン車輛
- ZR-05 地下発電施設
- ZR-06 メガソーラー発電所
- ZR-07群 ニューロノイド・ブロッサム

終焉を超えた誓い（オウス・オーバー・オメガ）
宙龍が最後に伝えた謎の敵の存在、またはオレンジのオーラを纏ったエネルギー。これの影響を受けた者は覇界の眷属や覇界王と呼ばれ、能力の増強やどのような損傷も瞬時に修復する再生力を得て、倫理観は宇宙の誕生と滅亡のサイクルを乱す知的生命体を滅ぼすことを至上とするものに変質する。倫理観の変質はGストーンやJジュエルの力である程度抑制でき、ソムニウムたちは羅漢の動物実験で得た手段により完全に防いだ。GGG側はトリプルゼロ、ソムニウムは＜暁の霊気＞と名付けている。
またゾンダーも、トリプルゼロの影響で覇界の眷属と化していたことが雷牙の会話で判明する。
オレンジサイト
終焉を迎えた宇宙の残骸であり、次の宇宙の誕生の卵ともいえる超エネルギー。ザ・パワーやトリプルゼロの根源（ザ・パワーやトリプルゼロとは、これが次元宇宙の裂け目から吹き出た一欠片で少なく見積もって、その数千倍の力を宿した代物）でもある。この中にいたGGGメンバーはFINALラスト時点で壊滅的状態であったのにも関わらず、完全復活した。小説では獅子王絆に凱との仲を認めてもらえて喜ぶ卯都木命の思考などが、テレパシーのように周囲へ筒抜けになる性質も描写されているが、『the COMIC』の当該場面においては命が直接声に出して喜ぶ描写に変更されている。
凱たちの宇宙は、三重連太陽系の終焉とともにオレンジサイトの爆発（ビッグバン）により生れたことが判明し、またオレンジサイトは、宇宙の創造と破壊の循環を司どるエネルギーでもある。
Z0シミラー
覇界の眷族から観測される、素粒子Z0に近い波形。
ゼロ核（ゼロコア）
ゾンダーコアのように、覇界の眷族になった人間がオレンジ色の繭のような姿になった状態。護と凱による浄解が可能。
オペレーション・デイブレイク
地球の20%が覇界の眷族に占拠された人類、GGGブルー/グリーンの一大反攻作戦。
黒化
覇界の眷族に占拠された状態。黒い大地のように見えることから黒化と呼ばれるようになる。

#### ドラマCD
- side：ガオガイガー 「number.EX 再-SAIKAI-」

『覇界王 〜ガオガイガー対ベターマン〜 the COMIC』第1巻特装版同梱。
- side：ベターマン 「number.EX 求-PROPOSE-」

「ベターマン 20周年記念 Blu-ray BOX 完全限定盤」特典。

##### 主題歌（ドラマCD）
オープニング「勇者王誕生! ‐御伽噺(ジュブナイル)ヴァージョン‐」
作詞 - 米たにヨシトモ / 作曲 - 田中公平 / 編曲 - 根岸貴幸 / 歌 - 遠藤正明
エンディング「鎮-requiem-juvenile-伽」
作詞・作曲 - 米たにヨシトモ / 補作曲 - 田中公平 / 編曲 - 根岸貴幸 / 歌- ※-mai-

##### スタッフ（ドラマCD）
- 原作：矢立肇
- 脚本：竹田裕一郎
- 音楽：田中公平
- 音響監督：藤野貞義
- 録音調整：西澤規夫
- 音響効果：庄司雅弘（side：ガオガイガー）、蔭山満（side：ベターマン）
- 録音助手：太田泰明、安田舞、宇津木拓也（side：ベターマンのみ）
- 録音スタジオ：P's STUDIO、STUDIO T&T、オムニバスジャパン三分坂スタジオ（side：ベターマンのみ）
- 音響製作担当：丸山智津子
- 音響製作：クルーズ
- 監督：米たにヨシトモ
- 制作：フライングドッグ

### 勇者娘ガオガイガールズ
2019年6月から2023年7月まで、前出の「ファイアCROSS 」にて連載されていたWeb漫画作品。原作：矢立肇、協力：米たにヨシトモ、脚本：小太刀右京、漫画：utu、製作・編集：ホビージャパン、編集協力：モンスターラウンジ。
『ガオガイガー』のスピンオフ作品の一つとして発表されたもので、バイオネットが開発したコンピューターウィルス「ゾンダー・ウィルス」を撲滅するために電脳世界へダイブした女子高生たちの戦いを描く。時系列上では、『ガオガイガーFINAL』から『覇界王』の間に起こった出来事として設定されている。

#### 登場人物（ガオガイガールズ）
獅子王 ルキオ
同作品の主人公である女子高生。ある日、EI-02型のゾンダー・ウィルスに電脳世界に引き込まれ殺されてしまうが、ギャレ夫の手により電脳生命体として復活し、「ヴァーチャル・メカノイド ガオガイガー」を身に纏って戦う運命に巻き込まれる。
- 装備 - ブロウクンマグナム、ヘルアンドヘブン

ギャレ夫
ルキオにヴァーチャル・メカノイド ガオガイガーの力を与え、ゾンダー・ウィルスの討伐を依頼した電脳生命体。普段は全裸状態の天海護に酷似した姿をしているが、ルキオにガオガイガーの力を与えて以降は原形を留めないほどにデフォルメされた姿となってしまった。
焔 アズサ
ルキオより先に誕生した炎竜の特性を持つ勇者娘。サポート専門のガンナー。着地は苦手。
雫 カナエ
ルキオより先に誕生した氷竜の特性を持つ勇者娘で、アズサとは苗字が違うが双子の姉妹。接近攻撃担当。合体（性的な意味で）に異常な執着を持っている。
JJ2（ジェイジェイツー） / 慈瑛 じゅえる（じえい じゅえる）
バイオネットにアルバイトとして雇われた、容姿がパルス・アベルに似ている謎の小学生少女。キングジェイダーの特性を持ち、普段からパンツをはいていない。五連メーザー砲装備の腕がお尻に同居、帽子は別人格ホログラムインターフェイス「ヤキトリ」。
犬神 サオリ
ボルフォッグの特性を持つ警察庁警備企画課理事官で、GGGに出向中。ホログラフィック・カモフラージュを使って隠密行動（ストーカー&盗撮）を行うが、アカマツ工業製の服の上から透けないハイテク下着のせいで、なぜか下着だけはくっきり見えてしまう。
黒金 ヒロ
ゴルディーマーグの特性を持つGGG所属の勇者娘。元々はJJ2とのコンビを想定していた。ツッコミ担当であるが極度の引き籠り。
ゾンダー・ウィルス / ZOV
バイオネットが生み出したサイバースペースに潜むウィルス。仮想ゾンダー核を基底に何度でも再生できるため、ヘルアンドヘブンでゾンダー因子を残さず完全凍結させることでシステム領域から切り離すことができる。

## 関連作品、商品

### 映像・音楽ソフト
DVD
- 勇者王ガオガイガーFINAL GRAND GLOURIOUS GATHERING DVD-BOX（2006年3月24日）

ビクターエンタテインメントより発売。5.1ch化を施したGGG版のDVD-BOX、全12話を収録し特典ディスクDISK“Z”が付属、4枚組。初回限定盤にはガオガイガー、ガオファイガー、ジェネシックガオガイガー3体のフルアクションフィギュアセットが同梱。

Blu-ray
- 勇者王ガオガイガーFINAL & GRAND GLOURIOUS GATHERING Blu-ray BOX（2016年12月21日）

フライングドッグより発売。FINAL全8話に加え、5.1ch化を施したGGG版全12話を同時収録したBlu-ray BOX、4枚組。

CD
いずれもビクターエンタテインメントより発売。
- 勇者王誕生!-神話（マイソロジー）ヴァージョン- / 獅子の女王（リオン・レーヌ）（2000年1月1日）

OPとEDを収録したシングルCD。
- 勇者王ガオガイガーFINAL ORIGINAL SOUNDTRACK 1（2000年2月23日）
- 勇者王ガオガイガーFINAL ORIGINAL SOUNDTRACK 2（2003年3月21日）
- 勇者王ガオガイガーFINAL 最強キャラクターセット VOL.1ガイ編（2000年8月23日）
- 勇者王ガオガイガーFINAL 最強キャラクターセット VOL.2命（ミコト）編（2000年10月4日）
- 勇者王ガオガイガーFINAL 最強キャラクターセット VOL.3ソルJ編（2000年12月16日）
- 勇者王ガオガイガーFINAL 最強キャラクターセット VOL.4光竜&闇竜編（2001年1月24日）
- 勇者王ガオガイガーFINAL 最強キャラクターセット VOL.5マモル&華編（2001年2月21日）
- 勇者王ガオガイガーFINAL 最強キャラクターセット VOL.6ルネ編（2001年4月21日）
- 勇者王ガオガイガーFINAL 最強キャラクターソング集（2001年7月25日）

キャラクターソングアルバム。初回盤は2枚組でボーナストラックが収録。
- ガ王 勇者王誕生! 10連発!!（2005年6月22日）

主題歌「勇者王誕生!」のほぼ全てのヴァージョンを収録した記念碑的アルバム。

### 出版物
漫画
- 勇者王ガオガイガーFINAL the COMIC（1999年11月刊行）ISBN 4840213550

原作：矢立肇、構成：竹田裕一郎、北嶋博明、作画：大森葵（メディアワークス刊）
- 覇界王 〜ガオガイガー対ベターマン〜 the COMIC

原作：矢立肇、漫画：藤沢真行、小説原作・監修：米たにヨシトモ、竹田裕一郎（ホビージャパン刊）
1. 2019年3月27日刊行。ISBN 9784798618579 / ISBN 9784798618586（特装版）特装版にはドラマCDが付属。
2. 2020年4月27日刊行。ISBN 9784798621050 / ISBN 9784798621043（特装版）特装版にはスーパーミニプラ｢ギャレオリア・ロード｣が付属。
3. 2021年3月19日刊行。ISBN 9784798624334
4. 2021年12月15日刊行。ISBN 9784798626994
5. 2023年2月25日刊行。ISBN 9784798630854
6. 2024年6月17日刊行。ISBN 9784798635729

小説
- 勇者王ガオガイガーFINAL

著：竹田裕一郎、原作：矢立肇（メディアファクトリーMF文庫J刊）
1. 勇者王新生! 〜獅子王 凱の神話〜（2003年6月25日刊行）ISBN 4840107645
2. 大いなる遺産 〜天海 護の神話〜（2003年8月25日刊行）ISBN 4840108536

- 勇者王ガオガイガー2005 獅子の女王＜リオン・レーヌ＞（2003年12月25日刊行）ISBN 9784840110136

著：竹田裕一郎、原作：矢立肇（メディアファクトリーMF文庫J刊）3
- THE KING OF BRAVES GAOGAIGAR Novel

著：竹田裕一郎、監修：米たにヨシトモ、原作：矢立肇（新紀元社・モーニングスターブックス刊）
『preFINAL』『FINALplus』は、メディアファクトリー版小説、3冊に加筆修正のうえ、各エピソードを時系列順に再構成している。
1. 勇者王ガオガイガーpreFINAL（2016年9月12日刊行）ISBN 9784775314067
『FINAL the COMIC』収録の「エヴォリュダーGUY」が新規に小説化されているほか、過去に再録されていなかった、スタジオハーフアイ製玩具の説明書に掲載されていた短編が収録されている。
2. 勇者王ガオガイガーFINALplus（2016年9月12日刊行）ISBN 9784775314074
『覇界王』のプロローグとなる「新章」が書き下ろされている。
3. 覇界王 〜ガオガイガー対ベターマン〜 上巻（2017年6月21日刊行）ISBN 9784775315040
巻末にはアニメ版スタッフによる新規設定が収録されているほか、新規書下ろしエピソードとして、遊星主に敗れ、オーストラリアに墜落した戒道を主役とした「preFINAL 三.五章　赤き流星の天使（アルマ）」も収録されている。
4. 覇界王 〜ガオガイガー対ベターマン〜 中巻（2020年4月30日刊行）ISBN 9784775317143
巻頭にアニメ版スタッフによる新規設定が収録されているほか、新規書下ろしエピソードとして、護と凱が京都を訪れ、レプリ護との闘いを回想する「京-HAPPYAKUYADERA-」が収録され、『ベターマン』Blu-ray BOXより「路-SHINRO-」が再録されている。
5. 覇界王 〜ガオガイガー対ベターマン〜 下巻（2021年10月14日刊行）ISBN 9784775319307
巻頭にアニメ、漫画版スタッフらによる新規設定が収録されているほか、新規書下ろしエピソードとして、一連の事態が収拾した後に執り行われた凱と護の合同結婚式を描く「number.EX 結-CEREMONY-」が収録されている。後書きにて、本書が25年に渡り綴られた『勇者王ガオガイガー』の物語の結末であり、この後の物語を描くつもりはないことが言明されている。

ムック本
- ホビージャパンMOOK 勇者王ガオガイガーFINALビジュアルブック

（2003年6月19日発行、ホビージャパン）ISBN 4894252996
OVAをダイジェストにしたフィルムストーリー、フィギュア作例、小説『獅子の女王』、設定資料集などを掲載。
- Dセレクション オール ザット ガオガイガー ―勇者王大全―

（2003年7月10日発行、メディアワークス）ISBN 4840224005
本作品を中心に、テレビシリーズと『ベターマン』に関しても記述されている。設定・ストーリー解説、設定資料集、描き下ろし画稿および付属ポスターのシチュエーション解説、スタッフ対談、用語集、グッズ紹介などを掲載。

### 玩具・食玩・その他立体物
ガレージキット
スタジオハーフアイ
- 完全変形ガオファイガー
- 完全変形ゴルディーマーグ

海洋堂
- ガオファイガー
- ジェネシックガオガイガー

コトブキヤ
- 壮絶合体ガオファイガー
- 壮絶合体ジェネシックガオガイガー

玩具
コトブキヤ
- 壮絶合金ガオファイガー

マックスファクトリー
- MAX合金ジェネシックガオガイガー

ユージン
- マスターアクションDX ガオファイガー

ファントムガオー/ガオファー、ドリルガオーII、ライナーガオーII、ステルスガオーIIIが一部差し替えで変形・合体可
- マスターアクション ガオファイガー

後にレプリ・ガオガイガーとウルテクエンジン発動中のガオファイガーの2体を同梱した「嵐の決戦セット」も発売。レプリ・ガオガイガーのステルスガオーII本体はガオガイガーへ流用可。
- マスターアクション ジェネシックガオガイガー（無印、ガジェットフェザーを展開したExtra Ver.の2種類）
- DXガオファイガーツールセット
- 金色の破壊神BOX（最終巻DVDにDXガオファイガー&DXツールセットの金メッキ版が付属）
- 卯都木命
- ルネ・カーディフ・獅子王
- 勇者王ガオガイガー トレーディングフィギュアコレクション

シーエムズコーポレーション
- DXジェネシックガオガイガー（2005年3月）

後に合体時のクリアランス等を再考・修正した改訂版を製作・発売。
- BRAVE合金03 ジェネシックガオガイガー（2005年）
- BRAVE合金05 ガオファイガー（2006年9月）
- BRAVE合金06 凱号（2006年12月）
- BRAVE合金12 ガオガイゴー（2007年12月）

バンダイ（超合金関連等は2018年4月よりBANDAI SPIRITSへと移管）
- スーパーロボット超合金

- ジェネシックガオガイガー（早期購入特典として「ヘル・アンド・ヘブン発動アーム」付属）
- ガオファイガー
- レプリガオガイガー&勝利の鍵セット5（プレミアムバンダイ・魂ウェブ商店通販限定）

レプリガオガイガー本体（ステルスガオーIIも含む）、ヘッド交換式ディバイディングドライバー（ガオファイガーに装備可能）、ヘル・アンド・ヘブンエフェクト×2
- ジェネシックガオガイガー ヘル・アンドヘブン発動Ver.（プレミアムバンダイ・魂ウェブ商店通販限定）

- ネクスエッジスタイル ジェネシックガオガイガー

- 超合金魂 ガオファイガー（2023年7月発売）
- 超合金魂 レプリガイガー&オプションパーツセット（プレミアムバンダイ・魂ウェブ商店通販限定・2024年9月発送）

ホビージャパン
- AMAKUNI機神 ジェネシックガオガイガー
- AMAKUNI機神 ジェネシックガオガイガー オプションパーツセット
- AMAKUNI機神 キングジェイダー
- ジェネシックガオガイガーヘッドディスプレイモデル

タカラトミー
- TOYRISE ジェネシックガオガイガー

プラモデル
青島文化教材社
- 新生勇者王ガオファイガー

コトブキヤ
- D-STYLE

- ガオファイガー
- スターガオガイガー with レプリギャレオン
- ジェネシックガオガイガー

- ジェネシックガオガイガー 金色の破壊神

プライズグッズ
バンプレスト
- ジェネシックガオガイガーディスプレイモデル（全三種）
- スーパーロボット大戦キーホルダーシリーズ

食玩
バンダイ
- スーパーミニプラ 勇者王ガオガイガー

- 第4弾 ガオファー（ファントムガオーに変形可能）、ステルスガオーIII、ライナーガオーII、ドリルガオーII（全種でガオファイガーに合体可能）
- 第6弾 ジェネシックガイガー（ジェネシックギャレオンに変形可能）、ガジェットガオー、プロテクトガオー&ブロウクンガオー、ストレイトガオー&スパイラルガオー（全種でジェネシックガオガイガーに合体可能）
- ガオガイゴー（プレミアムバンダイ限定）
- 天竜神（プレミアムバンダイ限定）（女性体型ゆえ実際の変形合体が再現困難であり、無変形の天竜神と光竜・闇竜各形態の5体セットとして商品化）

- SMP[SHOKUGAN MODELING PROJECT] 勇者王ガオガイガー

- ファイナル・ガオガイガー（プレミアムバンダイ限定）上記のジェネシックガオガイガー（一部仕様変更し、翼へGGGギャザリングマークを追加）に、約50cm×約30cmと大型のゴルディオン・アーマー、ゴルディオン・フィンガー、専用スタンド×2をセットした商品。
- ファイナル・ガオガイガー 金色の最終最後の勇者王(イベント&プレミアムバンダイ限定)前項のファイナル・ガオガイガーの成形色を、５色のゴールドに変更した商品。

### ゲーム
ブレイブサーガシリーズ
PS『ブレイブサーガ2』
- 光竜と闇竜は、OVA第1話が映像初登場であるが、2000年5月2日発売の同作品では、特別参戦勇者としてルネと共に登場する。しかし、ゲームの制作期間がOVAの制作期間と同時期、もしくはその前であったため、3人の設定もOVAではなく、外伝小説での設定が主となっている。一例として、ルネはゲーム内では苗字に獅子王姓が付けられていないが、キャラクターリスト上では「ルネ・カーディフ・獅子王」と表記されている他、光竜や闇竜の武器名称にもOVAとの差異が見られる。天竜神もOVAに先行する形で登場。OVA第1話の次回予告には天竜神のカットも含まれていたが、制作上の都合から物語終盤へと登場が先送りされており、その影響で同作品内における合体アニメーションは「大人の事情」（ゲーム内の表記）として登場していない。

GBC『ブレイブサーガ 新章 アスタリア』
本作品よりガオファイガーが登場。OVAのリリース半ばでの発売のため、他の勇者ロボやOVAに関するエピソードは特に出ていない。
サンライズ英雄譚シリーズ
PS2『サンライズ英雄譚R』
- ルネのみ登場。

PS2『サンライズ英雄譚2』
- ガオファイガー、光竜、闇竜、天竜神、凱、ルネが登場。一周クリア後は、護やルネたちをガオガイガーになどに搭乗させることが可能。レプリギャレオンのような白いギャレオンもイベントで登場し、OVAと同様にガオファイガーVSガオガイガーのシーンも盛り込まれているが、作中ではパスキューマシンや遊星主などは出ず、またレプリジンの説明もなくガオガイガーを倒した後は（おそらく先ほど倒したものと同一人物の）護が仲間になり、ガオガイガーも自軍で使えるようになるため（カラーが本物のギャレオンの色になっている）、OVA通りの複製体のギャレオンと護ではない。

PS2『サンライズワールドウォー』
ガオファイガー、凱、ルネが登場。ガオファイガーは凱専用機で、ガオガイガーは原作ではレプリジン護が操縦していたためか、同作品では（本物の）護専用機となっている
GBC『ハロボッツ ロボヒーローバトリング!!』
スーパーロボット大戦シリーズ
PS2『第3次スーパーロボット大戦α 終焉の銀河へ』
DS『スーパーロボット大戦W』
DS『スパロボ学園』
iOS/Android『スーパーロボット大戦X-Ω』
PS4/Nintendo Switch/Steam『スーパーロボット大戦30』
『FINAL』は機体のみで、『覇界王』がメイン参戦となる。

### ラジオ
- サンライズラヂオG
- 勇者王ガオガイガーFINAL GRAND GLORIOUS GATHERING 監督承認WEBラジオ 勇気ある誓いはココに

米たにヨシトモ監督自ら送る、GGG制作の裏側を語るラジオ。

## 備考
- テレビドラマ『世にも奇妙な物語』の2000年10月4日放送分にて放送された一編「バーゲンハンター」（脚本：田中一彦／演出：李闘士男）は、人気商品「ガオファイガー」を巡って子供たちと主婦の間で巻き起こる大騒動を描いた作品で、作中にはコトブキヤ製「壮絶合金ガオファイガー」が全身金色、または銀色に染められた状態で登場した。